# Donauschwaben

Karte mit den ehemaligen Siedlungsgebieten der Donauschwaben. Bevölkerungsgruppen: 1+2 Ungarndeutsche, 3-5 Banater Schwaben und Kroatiendeutsche, 6 Sathmarer Schwaben

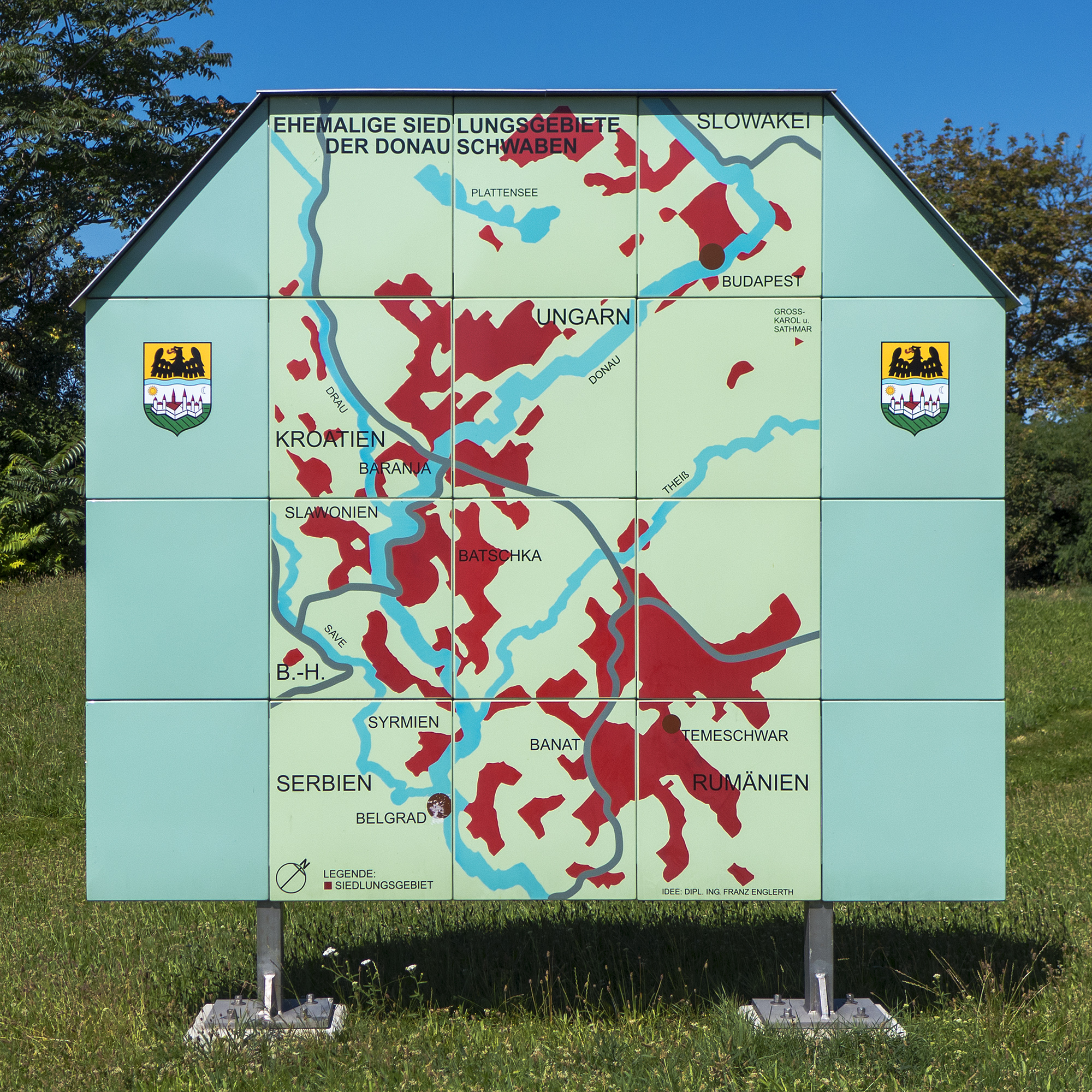
Tafel mit den ehemaligen Siedlungsgebieten der Donauschwaben. Donauschwabenpark, Wien-Floridsdorf

Donauschwaben (auch Donaudeutsche) ist ein Sammelbegriff für die von Ende des 17. Jahrhunderts nach den Kriegen gegen das Osmanische Reich bis zur zweiten Hälfte des 19. Jahrhunderts in die Länder der Ungarischen Stephanskrone ausgewanderten Deutschen, aber auch einige Franzosen, Spaniern und Italienern, deren Siedlungsgebiete längs des – während der Osmanenherrschaft dünnbesiedelten – Mittellaufs der Donau in der Pannonischen Tiefebene lagen. Die Ansiedlungen beschränkten sich anfänglich auf die Militärgrenze, eine Kette von Militärbezirken entlang der Grenze zum Osmanischen Reich.
Zum Kernstück dieser Besiedlung wurde die unter Karl VI., Maria Theresia und Joseph II. im 18. Jahrhundert planmäßig durchgeführte Ansiedlung von deutschsprachigen Bauern und Handwerkern sowie österreichischen und böhmischen Bergleuten.
Im Lauf des 18. Jahrhunderts gelangten über 150.000 Siedler in die Gebiete des damaligen Ungarn. Durch diese wurde die pannonische Tiefebene im 19. Jahrhundert zur „Kornkammer der Donaumonarchie“.
Die Siedler stammten überwiegend aus den südwestlichen deutschen Ländern (Rheinpfalz, Elsass, Lothringen, Baden und Württemberg), in geringerer Zahl auch aus Bayern, Österreich und Böhmen. Diese unterschiedliche Herkunft spiegelt sich auch in der Sprache der Donauschwaben wider. Sowohl die Madjaren als auch die Südslawen nannten sie von Anfang an „Schwaben“, obwohl nur ein Teil aus dem heutigen Schwaben stammte. Allmählich ging diese Bezeichnung in den eigenen Sprachgebrauch über. Erst nach dem Ersten Weltkrieg wurden diese Schwaben – zur Unterscheidung von denen in Baden-Württemberg – zuerst von Volkskundlern und Historikern und dann allgemein als Donauschwaben bezeichnet.
Die Militärgrenze wurde 1849 kaiserliches Kronland und blieb dies bis Ende des 19. Jahrhunderts, während die restlichen, größeren donauschwäbischen Siedlungsgebiete der ungarischen Komitatsverwaltung eingegliedert wurden.
Nach dem Zerfall der Habsburgermonarchie als Folge des Ersten Weltkrieges wurden die Siedlungsgebiete der Donauschwaben im ehemaligen Österreich-Ungarn durch die alliierten Mächte getrennt (Vertrag von Saint-Germain): Ein Teil verblieb bei Ungarn, der zweite wurde Rumänien zugewiesen und der dritte Teil fiel an das neu gegründete Jugoslawien. Die Donauschwaben hatten um die rechtliche Gleichstellung als Staatsbürger und um die Erhaltung ihrer kulturellen Traditionen zu kämpfen. Diese Umstände nutzte das Deutsche Reich, um bei den Donauschwaben nationalsozialistisches Gedankengut zu verbreiten.
Im Zweiten Weltkrieg kämpften Donauschwaben in den ungarischen und rumänischen Armeen an der Seite des Deutschen Reiches, auch direkt in Wehrmacht und Waffen-SS. In Jugoslawien beteiligten sie sich an Besatzungsaufgaben. Donauschwaben nahmen am Partisanenkrieg gegen die jugoslawische Volksbefreiungsarmee in Divisionen der Waffen-SS teil, die für ihre brutalen Repressalien und völkerrechtswidrigen Erschießungen von Zivilisten bekannt wurden. In Jugoslawien wie auch in Rumänien und in Ungarn meldeten sich zunächst Freiwillige zur Waffen-SS, im weiteren Verlauf des Krieges fanden in allen drei Staaten Aushebungen statt.
In der Endphase des Zweiten Weltkrieges flüchteten Zehntausende Donauschwaben meist in den westlichen Teil des Deutschen Reichs. Nach dem Krieg wurden die verbleibenden Donauschwaben entrechtet, enteignet und in vielen Fällen in die Sowjetunion verschleppt. In Ungarn wurde die Hälfte der Ungarndeutschen vertrieben. Nach den Jahren deutscher Besatzungsherrschaft entluden sich in Jugoslawien die aufgestauten Vergeltungsbedürfnisse, wonach die „Volksdeutschen“ kollektiv als Kriegsverbrecher galten. Hier kam es zunächst zu Misshandlungen und Massenhinrichtungen von Jugoslawiendeutschen durch Partisanen, später zu Einweisungen in Zentralarbeitslager und Internierungslager durch jugoslawische Behörden. In den Jahren nach der Auflösung der Lager verließ der überwiegende Teil der Jugoslawiendeutschen das Land. Im letzten Drittel des 20. Jahrhunderts lösten sich viele der noch bestehenden deutschen Siedlungen, besonders die der Rumäniendeutschen, durch große Auswanderungswellen vorwiegend nach Deutschland und Österreich weitgehend auf.

## Bezeichnung

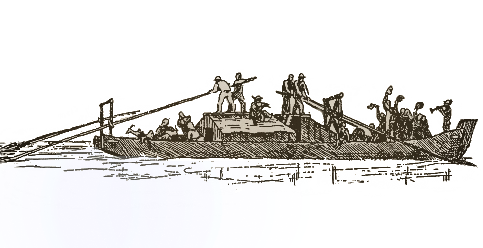
Das typische Verkehrsmittel für die Auswanderung auf der Donau: die Ulmer Schachtel (historische Darstellung)

Die im Habsburgerreich in Südosteuropa angesiedelten Wehrbauern unterschiedlichster Herkunft, Sprache, Religion und Tradition bestanden zum größten Teil aus Lothringern (fast 25 Prozent), gefolgt von den Pfälzern und den Elsässern. Nur etwa 6 % der Siedler kamen tatsächlich aus Schwaben. Die Sathmarer Schwaben stammen allerdings zum größten Teil aus dem Königreich Württemberg in Oberschwaben, von wo sie in den Jahren 1712 bis 1815 von Graf Alexander Karolyi und dessen Nachfahren gezielt angeworben wurden. Im Gegensatz zur planlosen deutschen Auswanderung nach Übersee trug die vom Hause Habsburg organisierte Ansiedlung eindeutig den Charakter der Gemeinschaftssiedlung. Bis Ende des Ersten Weltkrieges waren die Donauschwaben als Ungarländische Deutsche bekannt.
Der Begriff Donauschwaben hat eine überwiegend politische Entstehungsgeschichte. Erst als sich nach dem Vertrag von Trianon 1920 ein landsmannschaftliches Bewusstsein bei den Deutschen zu entwickeln begann, kam der Name Schwaben bei ihnen selbst zur Geltung. Er wurde in den frühen 1920er Jahren von dem Grazer Geographen Robert Sieger geprägt, und 1922 von dem Historiker und Nationalsozialisten Hermann Rüdiger (ab 1941 Leiter des Deutschen Ausland-Instituts) verbreitet und sollte der Darstellung eines gemeinsamen Gegensatzes dieser Minderheiten zu den anderen dort seit längerem ansässigen Bevölkerungsteilen dienen. Gleichzeitig konnten sich der Begriff der Donaubayern für die bairische Mundart sprechenden Siedler und der für alle Deutschen der Region angewandte Name Donaudeutsche nicht durchsetzen.
Der Begriff Donauschwaben wurde 1930 durch das Außenministerium der Weimarer Republik bestätigt, wodurch die Volksgruppe als deutschstämmig anerkannt wurde. Er umfasst folgende Volksuntergruppen:
- die Ungarndeutschen mit Ausnahme der Ost-Burgenländer
- die Jugoslawiendeutschen aus der Vojvodina und Serbien (Serbiendeutsche), Slawonien, Kroatien (Kroatiendeutsche) und Bosnien (Bosniendeutsche), nicht aber die Oberkrainer und die Gottscheer aus Slowenien (siehe auch Sloweniendeutsche)
- die Rumäniendeutschen aus dem Banat (Banater Schwaben), auch aus der Gegend um Arad, welches nicht dem Banat zugeordnet wird, sowie die Sathmarer Schwaben, nicht jedoch die Siebenbürger Sachsen.

In der Zeit des Nationalsozialismus wurden die Deutschen (Menschen deutscher Muttersprache), die in Europa außerhalb der Staaten mit deutscher Bevölkerungsmehrheit lebten und zumeist die Staatsangehörigkeit ihres fremdsprachigen Wohnsitzstaates besaßen, in der Regel mit dem Begriff Volksdeutsche zusammenfassend bezeichnet.

## Geschichte

### Ursprünge
Neun Jahre nach der Schlacht am Kahlenberg bei Wien 1683, fünf Jahre nach der Zweiten Schlacht bei Mohács 1687 und drei Jahre nach der Rückeroberung Ofens (heute Buda, Teil von Budapest) 1689 erschien das erste Kaiserliche Impopulationspatent „[…] zur besseren Auffhelfung, wieder Erhebung und Bevölkerung derselben“. In mehreren kleineren und drei großen Schwabenzügen fand die planmäßige Wiederbesiedlung der nach den Türkenkriegen größtenteils entvölkerten pannonischen Tiefebene statt. Die österreichische Ansiedelungspolitik (Politik von Prinz Eugen von Savoyen, Karl VI. und Claudius Florimund Mercy, Kolonisierungs-Patent von Kaiserin Maria Theresia, das Ansiedlungspatent von Kaiser Joseph II., und die Politik des letzten römisch-deutschen Kaisers Franz II. (später als Franz I., Kaiser von Österreich)) begünstigte die Ansiedlung von Steuerzahlern.
Die vordergründigen Bedingungen für die Ansiedlung waren:
- Anerkennung des Kaisers aus dem Hause Habsburg als Oberhaupt
- katholischer Glaube (mit dem 1781 von Joseph II. erlassenen Toleranzpatent wurde diese Bedingung aufgehoben)
- Verpflichtung zur Verteidigung der Militärgrenze

Innerhalb des Auswanderungsraumes ragten Lothringen, Elsass, die Pfalz, Rhein- und Mainfranken besonders hervor. Die anderen Gebiete, aus denen die Auswanderer kamen, waren Schwaben, Franken, Bayern, Hessen, Böhmen, Innerösterreich, Österreichische Niederlande (heute: Luxemburg, Belgien), aber auch Fremdsprachige aus Italien, Frankreich, Ungarn, Kroatien, Rumänien, Spanien und der Ukraine siedelten in die Tiefebene. Im gesamten mittleren Donauraum wurden die deutschen Siedler von ihren magyarischen, südslawischen und rumänischen Nachbarn, wie auch von bulgarischen, slowakischen und tschechischen Zuwanderern Schwaben genannt, obwohl diese Bezeichnung nur für einen kleinen Teil der Ansiedler zutraf. In Teilen Ex-Jugoslawiens findet noch heute zur umgangssprachlichen Bezeichnung von Deutschen der inoffizielle Begriff Schwabo Anwendung.
Als widerlegt darf die vor allem unter nationalistischen Serben und den kommunistischen Partisanen verbreitete These betrachtet werden, in der die Ansiedlung der Donauschwaben eine „Germanisierung des Raumes“ zum Ziel hatte. Vielmehr wurden sie als Pioniere des Merkantilismus angesiedelt, wobei ihre Ethnizität nebensächlich war, mehr zählten ihre wirtschaftlichen Fertigkeiten, Kenntnisse und ihre Bereitschaft zum Kriegsdienst.
In Süddeutschland, Elsass-Lothringen, und in Südserbien wurden Bauern und Handwerker aus unterschiedlichen Gründen frei. Ziel der Habsburger war die Wiederbelebung des Wirtschaftslebens in der damals wirtschaftlich brachliegenden Vojvodina. Die Batschka und das Banat, hier in erster Linie die Militärgrenze, waren die bevorzugten Siedlungsgebiete der von der Hofkammer geregelten Ansiedlung. Diese Zielregionen waren wohl dünn besiedelt, jedoch nicht menschenleer. Die ersten Siedler waren etwa 60–70.000 Serben (etwa 37.000 Familien), die 1690 während des Großen Türkenkrieges unter Führung des Patriarchen von Peć, Arsenije III. Crnojević, auf Einladung Leopolds I. aus türkisch-besetzten Gebieten angesiedelt wurden. Hier wurden ihnen konfessionelle und nationale Freiheiten in eigens dazu ausgegebenen Privilegien garantiert.
Neben der Ansiedlung auf staatlichen Kameralgütern fand auch eine Ansiedlung auf privatem Grundbesitz statt. Die Ansiedlung verschiedener Bevölkerungsgruppen war der gezielte Versuch der kaiserlichen Behörden, ihre jeweiligen Fähigkeiten für den Wiederaufbau der verödeten und entvölkerten Landschaft zu nutzen. Sie setzten damit bewusst auf die ethnische Vielfalt der Siedler um sich ihre unterschiedlichen kulturellen Traditionen bei der Erschließung der Landschaft zunutze zu machen. Das bereits angespannte Verhältnis zwischen Serben und Walachen auf der einen Seite und den Kolonisten auf der anderen Seite wurde durch den generellen Widerspruch zwischen einer Weide- und Viehwirtschaft und dem Ackerbau in allen Ansiedlungsformen noch verstärkt. Die mit dem Zusammenleben verbundene gegenseitige Übernahme von materiellen ethnischen Merkmalen und Bräuchen fand ihre Ergänzung im Wunsch nach stärkerer Abgrenzung von fremden Ethnien. Die Verschiedenheit der Siedler wurde unter anderem auch durch deren unterschiedliche Konfessionen und Vermögensverhältnisse verstärkt. Allerdings ging die Abgrenzung von den walachischen und serbischen Nachbarn mit einer Nivellierung der Unterschiede innerhalb des deutschsprachigen Teils der Siedler einher, und sie entwickelten eigene ethnische Merkmale.
Die Hoffnungen der Siedler wurden in der ersten Zeit nach ihrer Ankunft im Banat bitter enttäuscht. Das ungewohnte Klima mit heißen Sommern und kalten Wintern und das mit den jahreszeitlich bedingten Überschwemmungen in den Niederungen auftretende Sumpffieber machten den Kolonisten zu schaffen. Aufgrund der Verschuldung des Kaiserreichs wurden ab 1778 Kameralgüter an private Grundherren verkauft, wodurch die auf diesen Gütern siedelnden Kolonisten in ein unmittelbares Abhängigkeitsverhältnis zu ihren Grundherren gerieten. Der von Vertretern der Donauschwaben hoch gehaltene und weit verbreitete Mythos „creatio ex nihilo“ (deutsch Aufbauleistung aus dem Nichts) scheint trotz der extremen Anfangsschwierigkeiten etwas einseitig ausgerichtet, da die slawischen Nachbarn nicht weniger Widrigkeiten zu überwinden hatten.
Josephs II. Versuch, die deutsche Sprache zur Amtssprache zu machen, war der Anfang einer nicht mehr endenden Auseinandersetzung um die Bedeutung der verschiedenen Sprachen im Kaiserreich. Für die verschiedenen Bevölkerungsgruppen war der Kampf um die eigene Sprache zu einem Symbol für den Kampf um ihre Eigenständigkeit geworden. Zwischen 1867 und 1918, nach der Umwandlung des Kaisertums Österreich zur Doppelmonarchie Österreich-Ungarn, so wie in der Zeit zwischen 1941 und 1944 während der Besetzung der Batschka, sollten die ansässigen Deutschen, Slawen, und andere nicht-ungarische Minderheiten gleichermaßen magyarisiert werden.
Nach Überwindung der Schwierigkeiten der ersten Kolonisationszeit entwickelte sich die Mehrheit der donauschwäbischen Siedlungen auf dem Land erfolgreich. Das bei den Donauschwaben verbreitete Prinzip, nur den erstgeborenen Sohn erben zu lassen, verhinderte eine wie bei den anderen Ethnien übliche Aufteilung ihrer Bauernhöfe in kleinere Parzellen. Die moderneren Methoden der Donauschwaben, wie beispielsweise der intensive Ackerbau und die Tierhaltung, wirkten sich auf Dauer produktiv auf die Entwicklung ihrer Landwirtschaft aus, besonders in der Zeit der Auflösung der Grundherrschaft im 19. Jahrhundert und der damit verbundenen Kapitalisierung der Landwirtschaft. Diese wirkte sich besonders für die besser entwickelten Bauernhöfe günstig aus. In der Folge konnten donauschwäbische Bauern in den von ihnen mehrheitlich bewohnten Ortschaften ihren Landbesitz vergrößern und auch in Gemeinden, die hauptsächlich von den anderen Ethnien bewohnt wurden, Landkäufe tätigen. So erreichte die Mehrheit der Donauschwaben auf dem Land mit der Zeit einen vergleichsweise überproportionalen Wohlstand.
Vom Ende des 19. bis zum Anfang des 20. Jahrhunderts wanderten Teile der Landbevölkerung wegen der zunehmenden Bodenknappheit und der damit verbundenen Armut vor allem in die Vereinigten Staaten von Amerika aus, darunter auch viele Donauschwaben. Aufgrund ihrer besseren wirtschaftlichen Situation nahmen die Donauschwaben insgesamt weniger als andere ethnische Bevölkerungsgruppen an der Emigration teil. Es gab allerdings regionale und soziale Schwerpunkte, so war die donauschwäbische Bevölkerung in der Batschka und dem Banat überproportional an der Auswanderung beteiligt und stellte dort über die Hälfte aller Auswanderer. Gleichzeitig gab es aber auch Rückwanderungen von oftmals im Ausland zu Wohlstand gekommenen ehemaligen Auswanderern. Auch hier waren die Donauschwaben aus der Batschka und dem Banat überproportional vertreten, was sich in einer weiteren wirtschaftlichen Stärkung von Teilen der donauschwäbischen Bevölkerungsgruppe auswirkte.

#### Siedlungsgebiete
Siehe Hauptartikel: Banater Schwaben, Jugoslawiendeutsche, Rumäniendeutsche, Ungarndeutsche

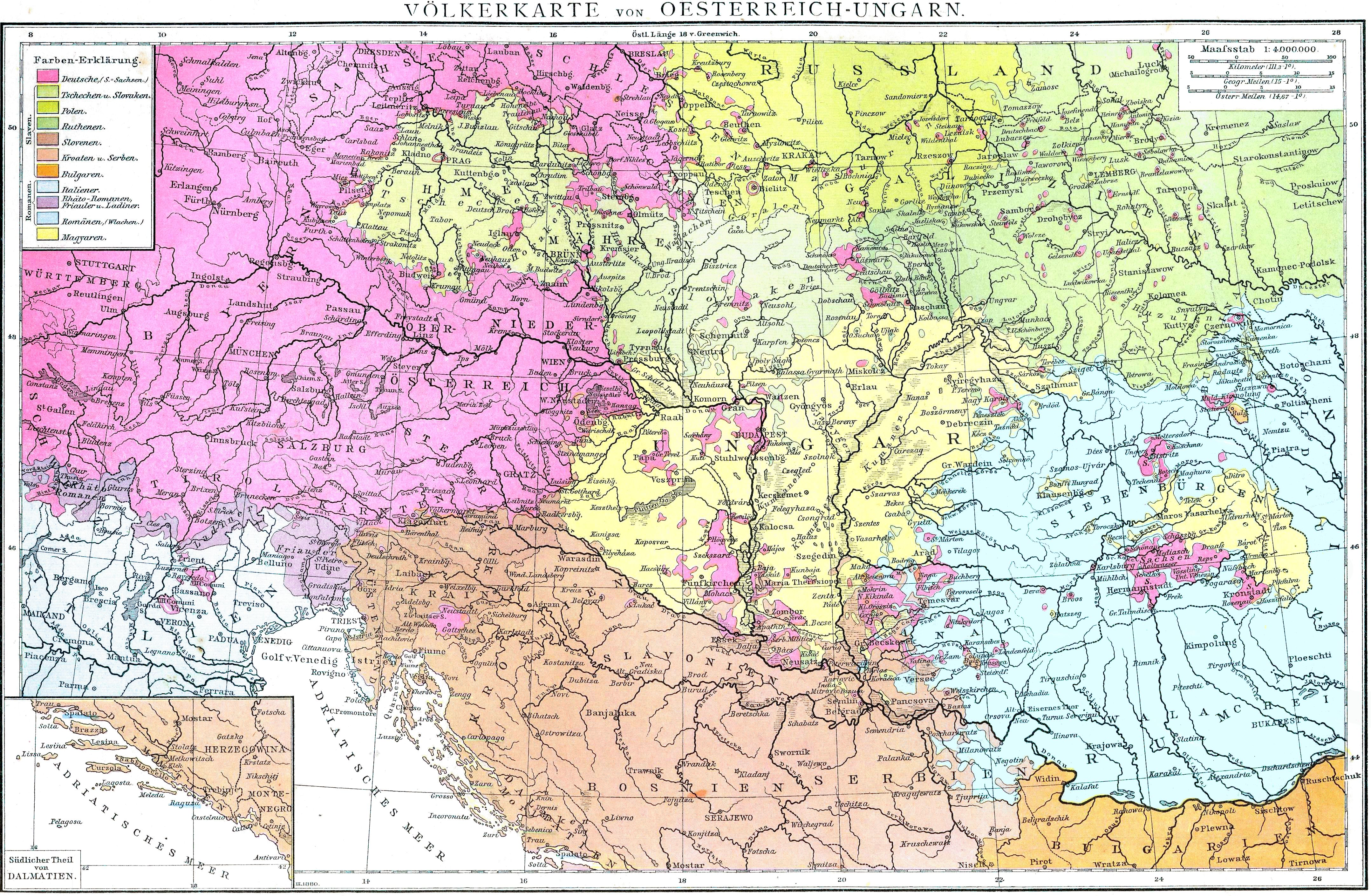
Siedlungsgebiete der Donauschwaben (Deutschsprachige Gebiete in der Pannonischen Tiefebene)

Der donauschwäbische Siedlungsraum unterteilte sich in:
- das Siedlungsgebiet im südöstlichen Ungarischen Mittelgebirge zwischen Raab, Donauknie und Plattensee, mit dem Zentrum Budapest mit Ausnahme Ost-Burgenlands;
- die Schwäbische Türkei (Baranja) südöstlich des Plattensees zwischen Donau und Drau mit dem Zentrum Pécs (Fünfkirchen);
- Slawonien und Syrmien zwischen Save und Donau, mit dem Zentralort Osijek (Esseg);
- die Batschka zwischen Donau und Theiß, mit dem Mittelpunkt in Novi Sad (Neusatz);
- das Banat zwischen Marosch, Theiß, Donau und den Ausläufern der Südkarpaten mit dem Zentrum in Timișoara (Temeswar);
- Sathmar in der nordöstlichen Großen Ungarischen Tiefebene, mit dem Mittelpunkt Carei (Großkarol).[14]

Diese Gebiete gehörten zur Österreich-Ungarischen Monarchie. Nach dem Trianoner Friedensvertrag (1920) kamen
- das Banat teils zu Rumänien, teils zur Vojvodina (Serbien), daher auch die Benennung rumänisches oder serbisches Banat; ein kleiner Teil blieb in Ungarn
- die Batschka zu Jugoslawien (heute Serbien), ein Teil blieb in Ungarn;
- Syrmien zu Jugoslawien (heute Kroatien und Serbien);
- Sathmar zu Rumänien;
- Das Ofener Bergland bei Budapest und die Schwäbische Türkei liegen noch heute in Ungarn.

Da die Entwicklung in den Ländern, in denen die deutschen Siedlungsgebiete in Südosteuropa nach dem Zerfall der Habsburgermonarchie und nach dem Friedensvertrag von Trianon aufgingen, unterschiedlich war, kann man die Donauschwaben nur bedingt als einheitliche Volksgruppe betrachten.

#### Siedlungsformen
Obwohl der überwiegende Teil der Kolonisten aus Haufendörfern oder Waldhufendörfern kam, finden sich im Siedlungsgebiet der Donauschwaben überwiegend Straßendörfer mit schachbrettförmiger Anlage. Die seit der Theresianischen Kolonisationsperiode ausgebildete geometrische Siedlungsform hielt sich bis weit ins 19. Jahrhundert und wurde allmählich auch von Ungarn übernommen. Der Grundriss des Ortes war auf dem Reißbrett entworfen und war quadratisch oder rechteckig, auf jeden Fall aber rechtwinklig. Von diesem Schachbrettmuster wurde auch dann nicht abgewichen, wenn der Ort sich um einen Flussarm herum kreisförmig aufbaute wie Jabuka an der alten Temesch.
Grundgedanke war eine Reihe von parallel laufenden Hauptgassen, die sich rechtwinklig mit Quergassen schneiden. Im Mittelpunkt des Ortes wurde ein Quadrat nicht an Siedler vergeben und blieb in erster Linie für die Kirche, das Pfarrhaus, das Rathaus, die Schule, aber auch für den Arzt, den Richter, den Notar, die Post, den Park oder den Marktplatz ausgespart. Jedoch gab es mit zunehmender Entfernung von der Plaza kein soziales Kern-Rand-Gefälle. Die bis zu 40 m breiten Gassen führten meist zwei parallel verlaufende Abwasserkanäle und waren mit Bäumen gesäumt.
Die Felder wurden in Form von Parzellen meist verstreut und weit auseinander liegend an die Kolonisten vergeben, um so Felder mit unterschiedlicher Bodenqualität gerechter unter den Siedlern zu verteilen. Auch verringerte diese Vorgehensweise das Risiko von Totalschaden durch Hagel, Dürre oder Überschwemmung für den einzelnen Bauern.

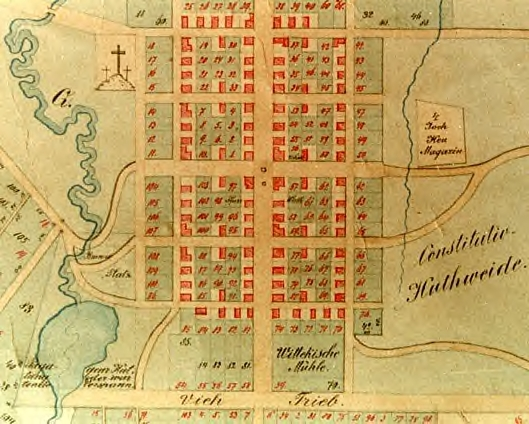
Ausschnitt aus der Ortskarte von Ebendorf (Știuca), 1797
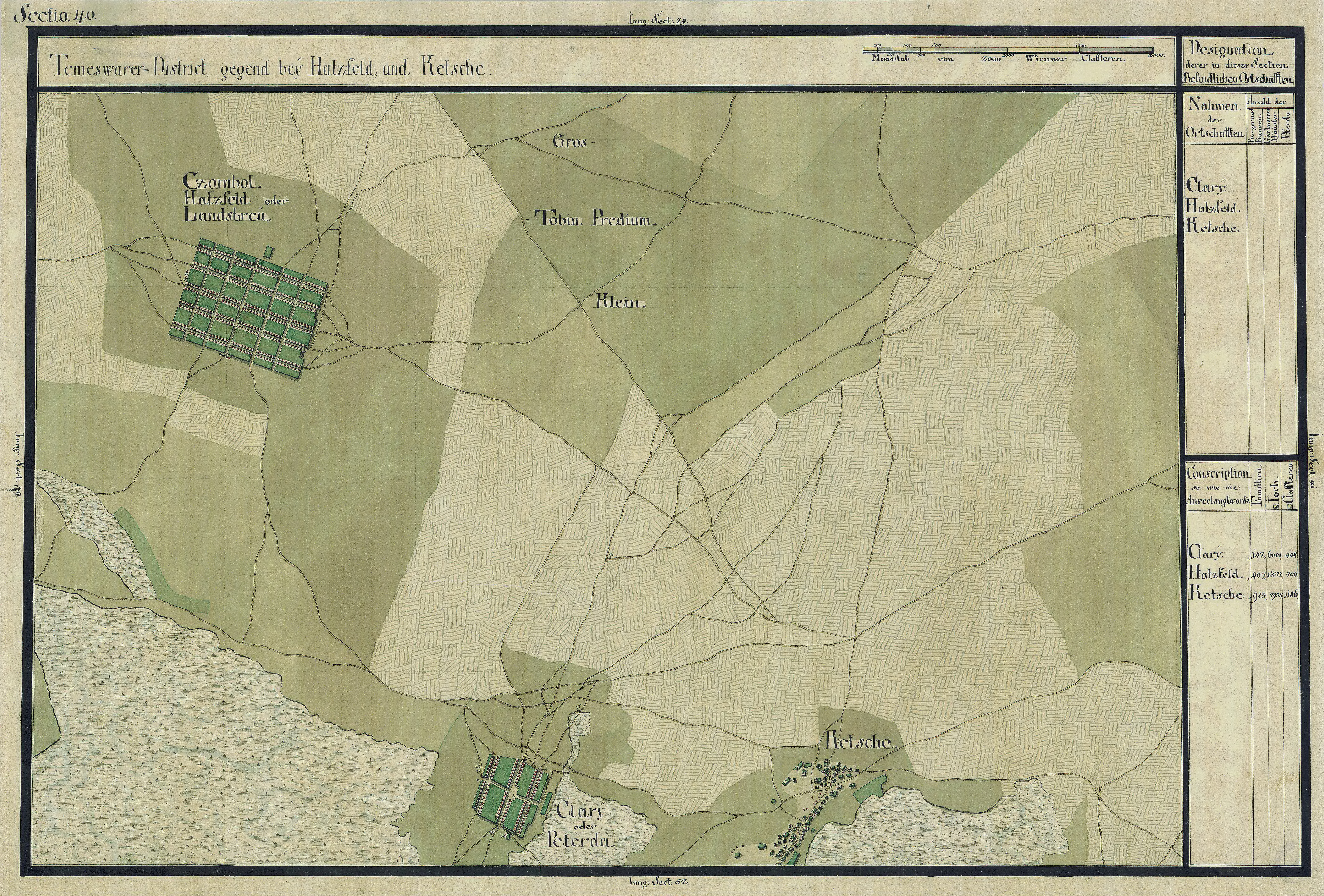
Josephinische Landesaufnahme mit den Orten Klari (Radojevo), Hatzfeld (Jimbolia), und Ketsche (Checea), 1769–1772
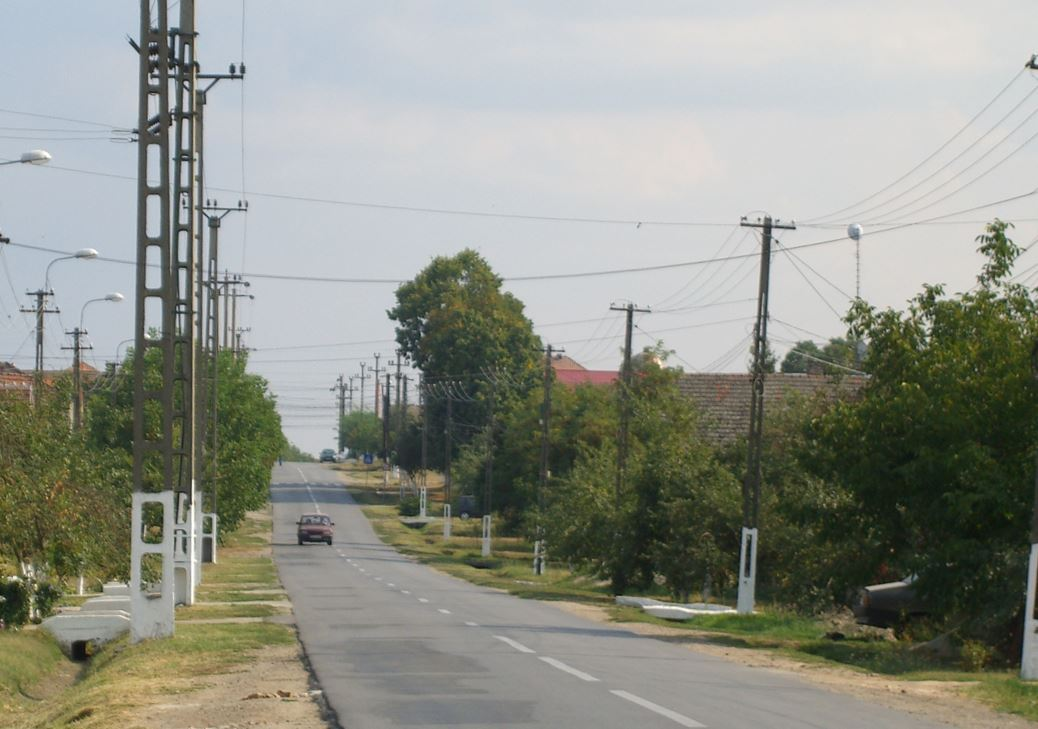
Straßenzug in Neubeschenowa (Dudeștii Noi), rechts und links Abwassergräben

#### Haus- und Gehöftformen
Aus dem anfänglichen Einhaus mit Wohn-, Stall- und Speicherfunktion unter einem Dach entwickelte sich mit zunehmendem Wohlstand vielerorts ein Gehöft mehrerer Gebäude mit entsprechend geteilten Funktionen. Den ersten Siedlern wurden rechteckige Grundstücke mit einer Größe bis zu 2000 m² zugewiesen. Im Banat gab es wenig Holz, dafür aber Schilf und Rohr in großen Mengen. Die Wände der ersten Häuser wurden noch aus Erde gestampft. Als Decke dienten einige mit Brettern belegte Tragbalken, auf den Brettern eine Lage Lehm. Die Dächer waren aus Schilf und hatten einen seitlichen Überhang, um die Lehmwände vor Regen zu schützen. Die ersten Höfe bestanden aus einem Wohnraum (Stube und Küche) im vorderen Hof, gefolgt von Stall, Schuppen, Schweine- und Hühnerstall und Gemüsegarten. Der Eingang der quer zur Straße stehenden Häuser erfolgte meist über das große Hoftor. Jedes Haus verfügte über einen überdachten, offenen Lauben- oder Säulengang, indem sich bis auf die kalte Jahreszeit praktisch das ganze familiäre Leben abspielte. Zum Nachbar hin (Hausrückseite) hatte man im Allgemeinen keine Fenster. Im heutigen Ungarn findet man die Beschränkung auf höchstens kleine rückseitige Fenster selbst noch bei Neubauten.
Ab Mitte des 19. Jahrhunderts ersetzten gebrannte Ziegel die gestampften Mauern und die Schilfdächer. Aus dem Kleinhaus entwickelte sich jetzt das Langhaus. Die Giebel waren jetzt geschmückt, unter dem oder den Dachfenstern wurde der Name des Hausbesitzers in die Fassade integriert. Mit dem wirtschaftlichen Aufschwung entwickelte sich aus dem Langhaus zunächst ein Halbquerhaus bis hin zum vornehmen Querhaus. Das Gehöft bestand nun aus dem Herrenhaus mit dem Paradezimmer, mehreren Stuben – auch für Gäste, einer unterkellerten Küche und Stallungen. Gegenüber dem Vorderhof befand sich die Sommerküche mit anliegender Stube, zuweilen auch als Altenteil genutzt. Altenteil und Herrenhaus wurden oft mit einem Wagenschuppen mit darüberliegendem Hambar verbunden. Im Hambar (von Persisch, Armenisch, Osmanisch ambar, „Vorratsbehälter für Getreide“), einem luftigen Schuppen, wurde der Mais getrocknet.

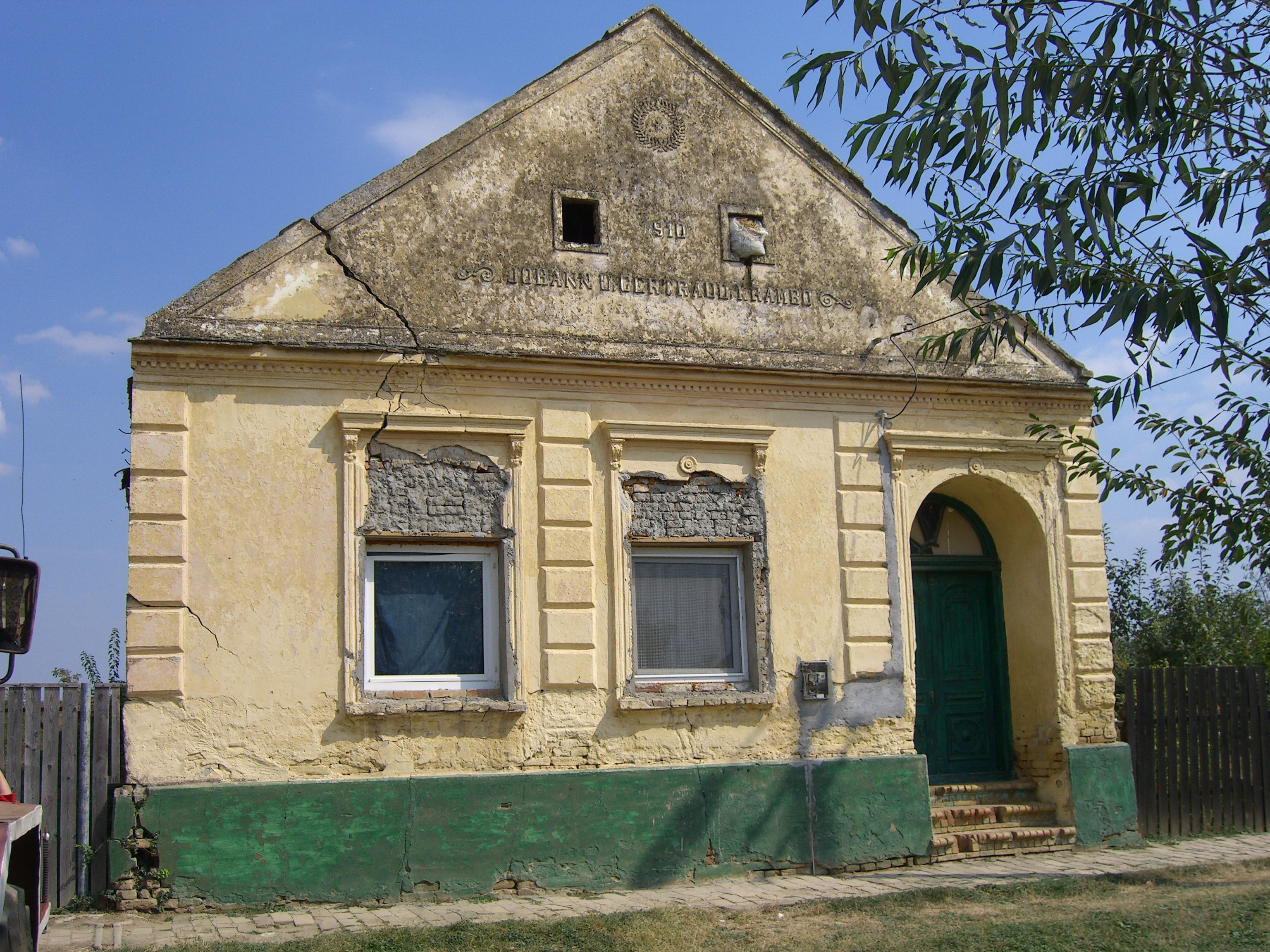
Donauschwäbisches Haus mit Säulengang. Neubeschenowa, Rumänien, 2009
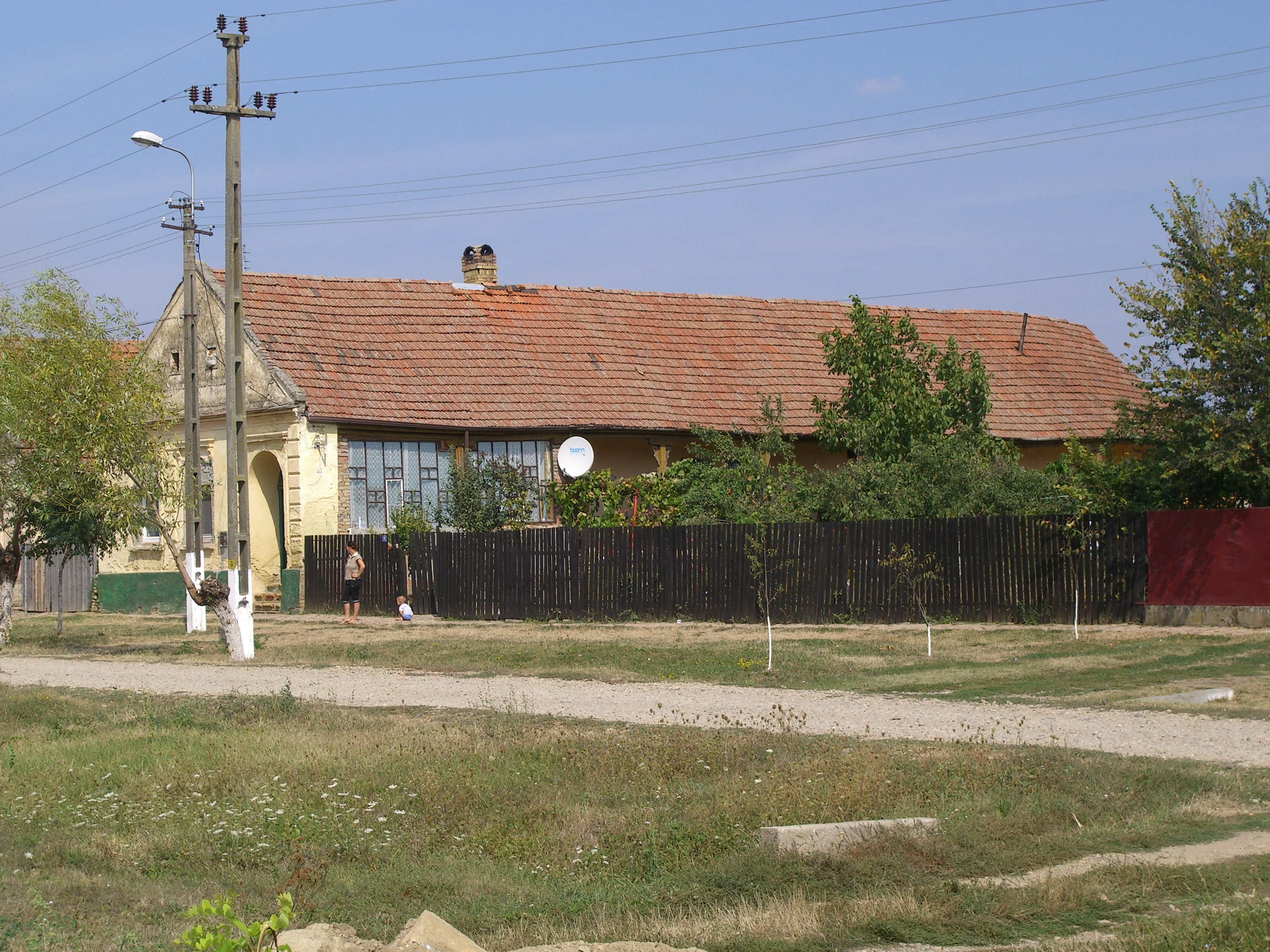
Seitenansicht, 2009
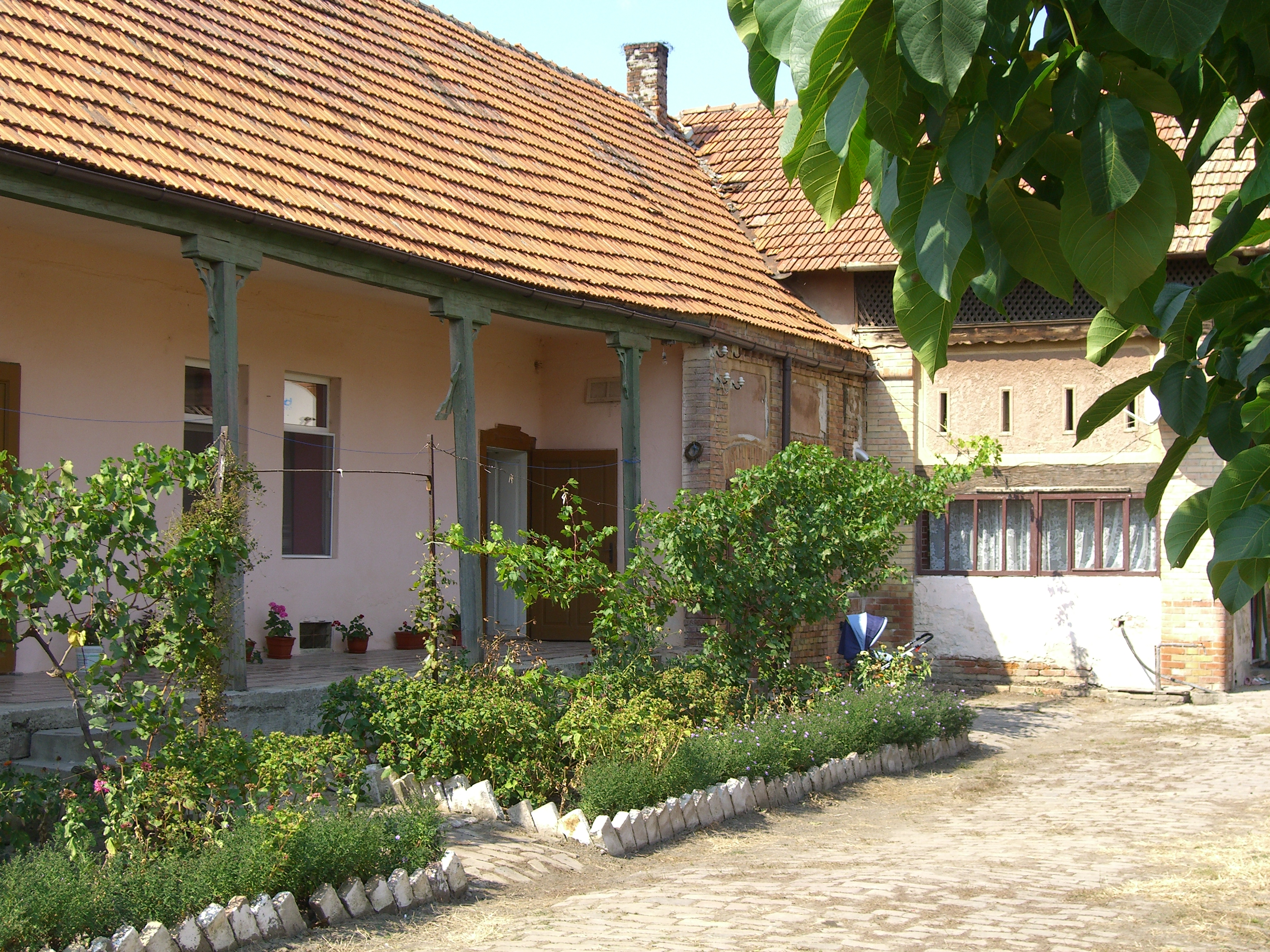
Hof mit Laubengang, 2009
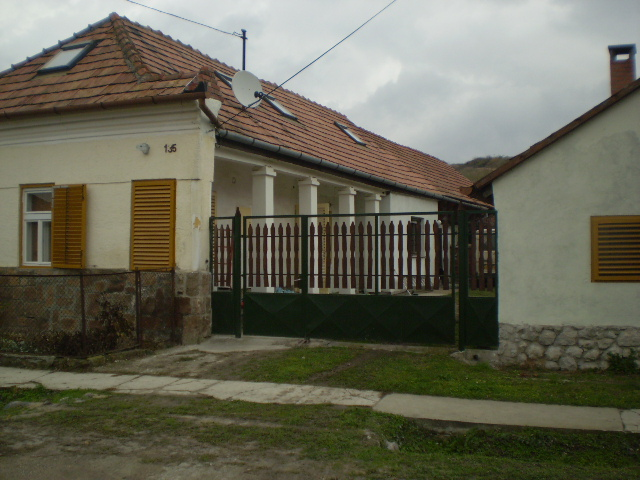
Schwabenhaus mit den hier üblichen seitlichen Dachverbreiterungen, rechts im Bild die Sommerküche. Egerszalók, Ungarn 2007
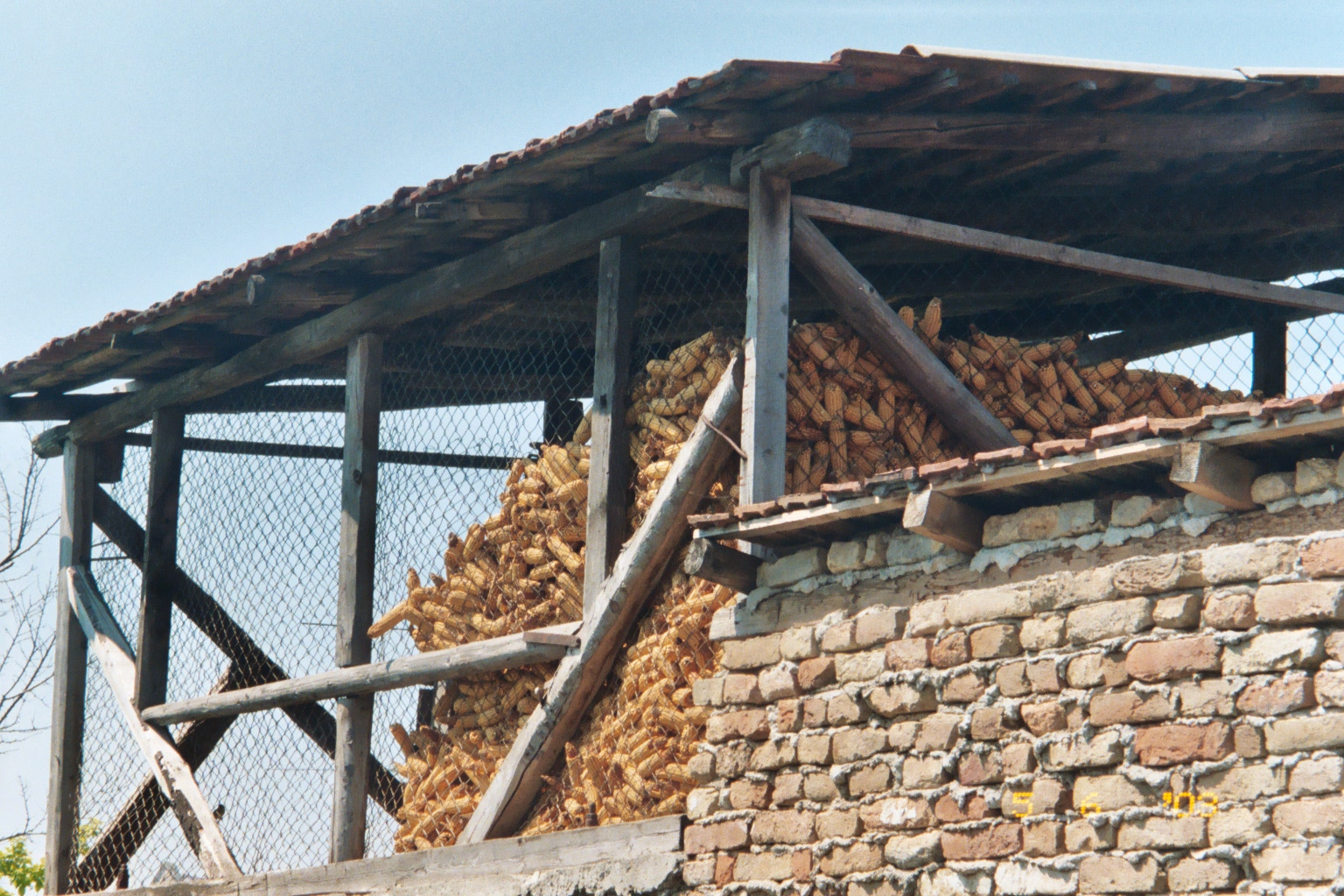
Der Hambar, ein Maisschuppen. Jimbolia, Rumänien, 2006

### Erster Weltkrieg und Zwischenkriegszeit

#### Politischer Hintergrund
Vor Beginn des Ersten Weltkriegs verdichteten sich im Donauraum die Bestrebungen hin zur Bildung von souveränen Nationalstaaten. Der österreichische Thronfolger Franz Ferdinand arbeitete aktiv in der kaiserlichen Politik von Kaiser Franz Joseph I. mit. Die von Franz Ferdinand geplanten Reformen zielten auf den Zusammenschluss von Kroatien, Bosnien und Dalmatien zu einem eigenen Reichsteil Südslawien ab, was mit dem Interesse Serbiens konkurrierte, ein südslawisches Königreich unter serbischer Führung zu gründen. Diese Pläne und die angeheizte öffentliche Diskussion schürten die Stimmung der Serben gegen Franz Ferdinand und die Habsburger. Prominenter Gegner eines föderalistischen österreichischen Staates war der ungarische Ministerpräsident István Tisza.
Franz Ferdinand und seine Gattin starben beim Attentat von Sarajevo am 28. Juni 1914, was am Ende der Julikrise zur Kriegserklärung Österreich-Ungarns an Serbien und dem Beginn des Ersten Weltkriegs am 28. Juli 1914 führte. Am 12. August begann die österreichisch-ungarische Offensive gegen Serbien, in der auch zehntausende donauschwäbische Soldaten in Regimentern der Gemeinsamen k.u.k. Armee und Königlich Ungarischen Armee zum Einsatz kamen. Wohl blieben die Donauschwaben, sofern sie nicht eingezogen worden waren, von direkten Kriegshandlungen weitgehend verschont.
Im Winter 1916 bekam die Bevölkerung in den Städten und Industriezentren immer deutlicher die angespannte Versorgungslage zu spüren, die sich zu einer ernsten Bedrohung für den sozialen Frieden ausweitete. Der anhaltende Krieg wurde von allen gesellschaftlichen Schichten insbesondere wegen der häufigen Requisitionen an die Zivilbevölkerung zunehmend als Belastung empfunden. Im Sommer 1918 erreichten die Desertionen in k.u.k. Regimentern ihren Höhepunkt. Begleitet von der militärischen Niederlage im Krieg und durch das innere Zerbrechen an den unterschiedlichen Interessen der Nationalitäten des Vielvölkerstaates läutete der Tod von Franz Joseph I. am 21. November 1916 schließlich den Untergang der österreichisch-ungarischen Monarchie zwei Jahre später ein.
Nach dem Ersten Weltkrieg war es vor allem der amerikanische Präsident Woodrow Wilson, der die Idee eines Völkerbundes als Konstante internationaler Friedenssicherung zu verwirklichen suchte. Nach den Revolutionen von 1848/49 war es die Idee des Nationalitätenprinzips, nach der jede Volksgruppe das Recht auf einen (eigenen) Staat haben sollte. In seinem 14-Punkte-Programm griff Wilson erstmals das Selbstbestimmungsrecht der Völker auf, das Grundlage für die Neuordnung Europas nach dem Ersten Weltkrieg war. Die multiethnischen Achsenmächte sollten zerschlagen und den Völkern Mittel- und Osteuropas ein eigener Staatsraum zugesprochen werden, der allerdings nicht immer mit den Siedlungsgebieten der Staatsvölker übereinstimmte. Hierbei sollte eine „Atomisierung“ der europäischen Staatengemeinschaft verhindert werden, wodurch neue Staatengebilde entstanden, die ihrerseits ethnische Minderheiten beinhalteten oder gar neue multiethnische Staaten waren wie z. B. Jugoslawien. Eigene Entscheidungen von Völkern, in welchem Staat sie sich organisieren wollten, wurden nicht beachtet. Referenden über die neuen Grenzen wurden weder in den Gebieten abgehalten, die von den Achsenmächten abgetreten werden mussten, noch in den Gebieten, die sich zu neuen Staaten zusammenschlossen. Die völkerrechtliche Anwendung des Rechts auf Selbstbestimmung war mehr ein Dekret der Siegermächte als die demokratische Willenserklärung von Völkern, sich selbst regieren zu wollen.
Mit der Verfassungsänderung nach seinem „Völkermanifest“ wollte Karl I. am 16. Oktober 1918 die Monarchie in einen ethnisch gegliederten Bundesstaat umgestalten, der jedem Volksstamm die Möglichkeit bieten sollte, auf dem eigenen Siedlungsgebiet sein eigenes staatliches Gemeinwesen zu entwickeln. Es war ein letzter symbolischer Versuch, den Zerfall der Donaumonarchie zu verhindern, deren Völker sich auf das von US-Präsident Wilson proklamierte Selbstbestimmungsrecht der Völker beriefen, ihre Unabhängigkeit verkündeten und damit in einzelne Nationalstaaten zerfielen. In wenigen Wochen war aus der ehemaligen Großmacht mit mehr als 51 Millionen Einwohnern ein Kleinstaat mit 6,5 Millionen Einwohnern geworden. Viele befürchteten, dass der neue Staat nicht überlebensfähig sei und forderten daher den Anschluss an das Deutsche Reich, das ebenfalls bereits in eine Republik umgewandelt worden war.
Am 17. Oktober 1918 forderte István Tisza vor der Nationalversammlung in Budapest die Unabhängigkeit und territoriale Integrität Ungarns unter Wahrung des Selbstbestimmungsrechts für alle Nationalitäten in Ungarn. In Prag wurde am 28. Oktober 1918 die Tschechoslowakische Republik ausgerufen. Die Verhandlungen der ungarischen Regierung unter Graf Mihály Károlyi mit den Südslawen, die ebenso ihre staatliche Unabhängigkeit anstrebten, blieben ebenso ohne Erfolg. Am 1. Dezember 1918 wurde in Belgrad das Königreich der Serben, Kroaten und Slowenen (SHS) ausgerufen. Auch die Verhandlungen mit Rumänien in Arad scheiterten, da die rumänische Führung die volle Souveränität über alle von Rumänen bewohnten Gebiete verlangte. Am 1. Dezember 1918 wurde der Anschluss Siebenbürgens an Rumänien durch die Beschlüsse der Nationalversammlung der Rumänen aus Siebenbürgen, dem Banat und Ungarn in Alba Iulia beschlossen. Die am 1. November 1918 proklamierte Banater Republik konnte sich nicht durchsetzen.
Für Ungarn, das seit dem Österreichisch-Ungarischen Ausgleich von 1867 durch die Magyarisierungspolitik Druck auf die Ethnien im ungarischen Teil der Doppelmonarchie ausgeübt hatte, waren bei den Pariser Vorortverträgenn Ende 1919 die Fakten zum größten Teil bereits geschaffen. Ungarn forderte erfolglos eine Revision und eine Volksabstimmung über die abzutretenden Gebiete. Im Friedensvertrag von Trianon vom 4. Juni 1920 verlor Ungarn zwei Drittel seines Staatsgebiets, während sich das Staatsgebiet Rumäniens verdoppelte. Der Siedlungsraum Ungarisches Mittelgebirge, Schwäbische Türkei und Nordbatschka blieb bei Ungarn, der Großteil des Siedlungsraumes Banat und Sathmar kam an Rumänien, während die Wohngebiete Batschka, Westbanat, Syrmien, Slawonien und Kroatien dem Königreich Jugoslawien zufielen. Ebenso wurde das Banat dreigeteilt; 18.945 km² fielen an Rumänien (die Kreise Timiș, Arad und Caraș-Severin sowie ein Teil der Kreise Hunedoara und Mehedinți), 9.307 km² an das Königreich Jugoslawien (die Vojvodina und Zentralserbien) und 217 km² verblieben bei Ungarn (Komitat Csongrád).

#### Jugoslawien
Im Königreich Jugoslawien (auch Königreich der Serben, Kroaten und Slowenen) lebten 450.000 Donauschwaben im ehemaligen südungarischen Raum, im Westbanat, der Batschka, der Südbaranja, in Ostslawonien und Syrmien. Die Mehrheit lebte in ländlichen Gegenden, lediglich 16 % in den Städten. Die Deutschen besaßen 31,2 % des bestellbaren Bodens, waren mit 46,7 % an der Industrieproduktion beteiligt und zu 40 % in der Handwerksproduktion tätig. Damit stellten die Deutschen 55 % des Bruttoinlandsprodukts.
- 11 % der Ackerbaufläche waren Zwergbesitze unter 5 Joch (1 Joch = 0,575 ha), so genannte „Kleinhäusler“,
- 36,6 % waren unterer Kleinbesitz (unter 5 ha),
- 32,3 % waren Kleinbetriebe (unter 10 ha),
- 25,4 % Mittelbetriebe (unter 25 ha),
- 4,9 % waren größere Mittelbetriebe (unter 60 ha) und
- nur 0,8 % der landwirtschaftlichen Großbetriebe (über 60 ha) befanden sich in Händen von Donauschwaben.[21]

Die „nationalen“ Grenzen, die das Osmanische Reich im 19. Jahrhundert auf dem Balkan hinterlassen hatte, erwiesen sich alle als brüchig. Der Versuch, einen Teil dieser Grenzprobleme nach 1919 durch die Gründung des Königreichs der Serben, Kroaten und Slowenen zu lösen, scheiterte daran, dass sich das neue Jugoslawien bald als serbische Königsdiktatur herausstellte. In dem neuen Vielvölkerstaat stellte keine Bevölkerungsgruppe die Mehrheit. Die Situation konkurrierender Minderheiten wurde noch durch den ethnischen Nationalismus verschärft, der infolge des Ersten Weltkrieges zur vorherrschenden Ideologie in Südosteuropa geworden und vor allem bei den staatstragenden Bevölkerungsgruppen bestimmend war.
Die deutsche Bevölkerung in Jugoslawien war keine homogene Gruppe, sondern von ihrer regionalen Herkunft, ihrer sozialen Zugehörigkeit und ihren kulturellen Wurzeln her sehr unterschiedlich. Das Fehlen eines einheitlichen Siedlungsraums trug dazu bei, dass es unter den deutschen Volksgruppen keine koordinierte Politik gab. Die verschiedenen ethnischen Gruppen der Donauschwaben in Jugoslawien hatten bis dahin in keinem näheren Zusammenhang zueinander gestanden. Insgesamt hatte sich zwar bei den Donauschwaben, durchsetzt mit Einflüssen auch der anderssprachigen ethnischen Gruppen, eine ähnliche Art der Kleidung entwickelt. Trotzdem gab es aber auf dem Land in jedem Dorf (84 Prozent der donauschwäbischen Bevölkerung lebte in Landgemeinden) eine eigene Tracht und Haartracht. Hinzu kamen die Unterschiede der Konfession. Auch in Jugoslawien war die überwiegende Mehrheit der donauschwäbischen Bevölkerung katholisch. Ihre Priester wurden an kroatischen katholischen Priesterseminaren ausgebildet, wobei sich die schon in Ungarn beobachtete Tendenz fortsetzte, dass die katholischen Geistlichen sich nicht als Organisatoren für eine deutschnationale Politik gewinnen ließen. Die Protestanten, die etwa 25 Prozent der deutschsprachigen Bevölkerung ausmachten, hatten dagegen ab 1930 ihre eigene deutsche Kirche, die im weiteren Verlauf zu einer wichtigen Institution bei der Verbreitung nationalistischer Positionen unter den Donauschwaben in Jugoslawien werden sollte.
Beim Aufbau der deutschen Bewegung entwickelte sich die Stadt Neusatz (Novi Sad) in der Batschka wegen ihrer zentralen Lage zu einem organisatorischen Zentrum. Hier wurde 1919 die Deutsche Druckerei- und Verlags-A.G. gegründet und das Deutsche Volksblatt herausgegeben, gefolgt von einer Fülle von Publikationen aus allen Bereichen des donauschwäbischen kulturellen und wirtschaftlichen Vereinslebens. Ebenso in Neusatz erfolgte am 20. Juni 1920 die Gründung des Schwäbisch-Deutschen Kulturbundes, dem die verschiedenen kulturellen Bereiche der „Volkstumsarbeit“ zufielen, die den Zusammenhalt der Donauschwaben sichern sollten: Organisation von Vorträgen, Verbreitung von Büchern, Musik und Film, die Einrichtung von Bibliotheken sowie die Ausbildung „deutscher“ Lehrer. Er bestand von 1920 bis 1939 als freier und unabhängiger Verein; 1924 bestanden bereits 112 Ortsgruppen mit über 55.000 Mitgliedern. Wiederum in Neusatz wurde im Oktober 1922 mit der Gründung der Agraria m.b.H. der erste Schritt für den Aufbau eines donauschwäbischen Genossenschaftswesens gemacht. Die Agraria konnte in den folgenden Jahren immer weiter ausgebaut werden und sollte bald zu einer der wichtigsten Institutionen der deutschen Bewegung in der Vojvodina werden. Das Deutsche Reich unterstützte die Agraria und die 1927 aus ihr gegründete Landwirtschaftliche Zentral-Darlehenskasse finanziell. Die lokalen „Bauernhilfen“, die im Verband der Agraria organisiert waren, betätigten sich als Handelsgenossenschaften und Darlehenskassen. Nach 1933 nutzte der Verband die Autarkiepolitik des Reiches, um über Lieferverträge den Absatz zu steigern. Antisemitismus und überzeugte Anhänger der NS-Ideologie hielten Einzug in die Organisation. Schließlich stellten sich die Genossenschaften der deutschen Minderheit 1940 bei der Umsiedlung der Deutschen aus Bessarabien und seit Kriegsbeginn mit der Teilnahme an der „Erzeugungsschlacht“ des Reiches in den Dienst der NS-Politik.
Am 17. Dezember 1922 wurde die Partei der Deutschen im Königreich der Serben, Kroaten und Slowenen (PdD, auch Partei der Deutschen in Jugoslawien) in Hatzfeld (Jimbolia) gegründet. Unter der Führung von Stefan Kraft und Ludwig Kremling trat die sowohl politisch als auch personell an die Tradition der Ungarländischen Deutschen Volkspartei (UDVP) von vor 1918 anknüpfende Partei für die Förderung der deutschen Bildungseinrichtungen und für den amtlichen Gebrauch der deutschen Sprache ein. 1922 erfolgte unter dem jugoslawischen Unterrichtsminister Svetozar Pribièeviæ die Verstaatlichung aller Privatschulen. Im Schuljahr 1923/24 gab es in der Vojvodina für die deutsche Volksgruppe 193 Schulen mit 561 Klassen und 26.091 Schülern. Die Deutschzugehörigkeit der Schüler wurde mittels „Namensanalyse der Großeltern“ ermittelt. Erst mit den Schulverordnungen von 1930 bis 1933 wurde diese Praxis eingestellt und die Sprache in der Familie als Kriterium für die Wahl der Schule herangezogen. In Großbetschkerek (Zrenjanin) wurden deutsche Kindergärten und die deutsche Lehrerbildungsanstalt eröffnet. Die Partei der Deutschen im Königreich der Serben, Kroaten und Slowenen sprach sich zudem entschieden gegen die Benachteiligungen der deutschen Bauern bei der Bodenreform und für das Prinzip der Gleichberechtigung bei der Bodenverteilung aus.
Bildungs- und kulturpolitische Impulse kamen von der 1930 konstituierten Evangelischen Kirche in Jugoslawien, der Philipp Popp als Bischof vorstand. Die Erneuerungsbewegung, meist junge protestantische Intellektuelle, die vielfach in Deutschland studiert hatten und dort mit dem Nationalsozialismus in enge Berührung gekommen waren, erstellten ein Grundsatzprogramm, das sich von den Grundsätzen der alten, vornehmlich katholisch geprägten Führung des Kulturbundes ganz wesentlich in den politischen Forderungen und im Verhalten gegenüber der jugoslawischen Regierung in Belgrad unterschied. 1934 gründeten die Erneuerer die Jugendorganisation Kameradschaft der Erneuerungsbewegung, eine betont deutschnational orientierte Organisation. 1935 bildeten die gemäßigten Vertreter der Erneuerer mit der deutschnational-konservativen Fraktion der „Volksgemeinschaft“ eine Koalition. Das Zentrum der Erneuerungsbewegung wurde ins kroatische Slawonien verlegt, wo man mit dem Slawonischen Volksboten über ein eigenes Presseorgan verfügte. Die „nationalen Erwecker“ machten sich die bestehenden, die Minorität betreffenden sozialen und wirtschaftlichen Missstände zunutze, um bisher kaum politisierte Gruppen zu mobilisieren. Dies hatte schließlich, unter tatkräftiger Mithilfe reichsdeutscher Dienststellen, die Durchsetzung einer nazihörigen Führung zur Folge. Im Frühjahr 1939 übernahm der Erneuerer und spätere „Volksgruppenführer“ Josef Janko die Leitung des Bundes, die bald die kulturellen und politischen Einrichtungen der Jugoslawiendeutschen im Sinne des Nationalsozialismus gleichschaltete.

#### Rumänien
Nach der Auflösung der Habsburgermonarchie versuchte der Rechtsanwalt Kaspar Muth die Banater Schwaben mit Wilsons 14-Punkte-Programm „als autonome Sprach- und Kulturgemeinschaft zu neuem Leben zu erwecken“. Mit seinen Anhängern berief er am 20. Oktober 1918 in Temeswar eine Versammlung ein, in der eine Resolution für einen unabhängigen ungarischen Staat und die territoriale Integrität der Grenzen des mittelalterlichen Ungarns angenommen und für die anderen Nationalitäten kulturelle Rechte gefordert wurden. Im Namen der 315.000 Banater Schwaben sprach sich der Schwäbische Nationalrat am 3. November 1918 für einen Verbleib bei Ungarn aus.
Als Muths schärfster Widersacher galt Rudolf Brandsch, dessen Deutsch-Schwäbische Volkspartei einen betont deutschnationalen Kurs propagierte und sich für einen Anschluss des Banats an Rumänien einsetzte. Brandsch erwartete sich unter einer rumänischen Staatsmacht mehr kulturelle und politische Autonomie für die deutsche Volksgruppe.
Zu den zahlreichen Strömungen und Tendenzen, die sich im Herbst des Jahres 1918 im Banat herausbildeten, gehörten auch die Autonomiebestrebungen, die für ein ungeteiltes Banat sowie für politische Autonomie aller im Banat ansässigen Volksgruppen eintraten. Zu den Vertretern der Autonomiebewegung zählten vorwiegend ungarische, deutsche und jüdische Intellektuelle. Am 31. Oktober 1918 konstituierten sich Militärräte nach Nationalitäten, so der rumänische, ungarische, schwäbische, jüdische und serbische Militärrat. Vom Balkon des Alten Rathauses im damaligen Temesvar rief Otto Roth am 1. November 1918 die Banater Republik aus, als Versuch das Banat vor der Teilung zu bewahren. Die kurze Geschichte der Republik endete am 15. November 1918 mit dem Einmarsch serbischer Truppen, welche vorübergehend die Verwaltung übernahmen. Im Januar 1919 folgte die Gründung der Schwäbischen Autonomiepartei, die sich als eine moderate Befürworterin einer unabhängigen und ungeteilten Banater Republik als Teil Ungarns oder unter ungarisch-französischem Protektorat aufstellte.
Sowohl Rumänien als auch Serbien hatten Ansprüche auf das Banat erhoben, das von den Entente-Mächten beiden Staaten in Geheimverträgen zugesagt worden war. Auf Drängen der Entente-Mächte, vor allem Frankreichs, einigten sich die Staaten über die Aufteilung des Banats. Im Friedensvertrag von Trianon vom 4. Juni 1920 wurden die vereinbarten Grenzen anerkannt und im Vertrag von Sevres am 10. August 1920 bestätigt. Durch die Konvention von Belgrad vom 24. November 1923 fand die Grenzregulierung ihren Abschluss. Dadurch fielen Modosch und Kudritz an Jugoslawien, Hatzfeld und Großscham an Rumänien.
1919 wurde der Schwäbische Landwirtschaftsverein gegründet. Im selben Jahr fand die Gründung des Banater Deutschen Kulturvereins, eine deutschnational ausgerichtete Oppositionsbewegung zur Deutsch-Schwäbischen Volksgemeinschaft, statt.
Am 8. August 1920 gab Kaspar Muth als Abgeordneter im rumänischen Parlament eine Loyalitätserklärung zum „neuen Vaterland“ ab. Mit der Gründung der eher katholisch-konservativ orientierten Deutsch-Schwäbischen Volksgemeinschaft wurde ein überparteilicher Interessensverband ins Leben gerufen, der alle Deutschen im östlichen Banat und die weiter nördlich gelegenen Sathmarer Schwaben vertreten sollte. Neben den sehr beschränkten Möglichkeiten der Deutsch-Schwäbischen Volksgemeinschaft spielte die katholische Kirche eine wichtige Rolle, die unter Bischof Augustin Pacha das kulturelle Leben der deutschen Volksgruppe betreute. Im rumänischen Banat wurden deutschsprachige Schulen errichtet, deren Lehrerschaft vornehmlich in der Lehrerbildungsanstalt Banatia in Temeswar ausgebildet wurde. Die Verwaltungskreise mit der höchsten Alphabetisierungsrate befanden sich ausschließlich in den Siedlungsgebieten der Rumäniendeutschen. Die Bedeutung, die einem flächendeckenden deutschsprachigen Unterricht beigemessen wurde, erklärt das beharrliche rumäniendeutsche Bestehen auf Beibehaltung des eigenen, bewährten Schulwesens und Ablehnung der erst in Entstehung begriffenen rumänischen Staatsschulen.
Am 20. November 1940 erließ die rumänische Regierung unter General Ion Antonescu ein Gesetz, welches der Deutschen Volksgemeinschaft in Rumänien, der automatisch alle in Rumänien lebenden Deutschen zugerechnet wurden, den Status einer juristischen Person zuerkannte. Im Mai 1943 schloss Deutschland ein Abkommen mit Rumänien, wonach alle wehrfähigen Deutschen zur Waffen-SS eingezogen wurden. Durch die ideologischen Annäherungen zwischen der rumänischen Königsdiktatur und dem Deutschen Reich 1933 bis 1945 gerieten auch die Banater Schwaben ins Fahrwasser der nationalsozialistischen Volksgruppenpolitik.
Widerstand gegen die Erneuerer kam vor allem aus kirchlichen Kreisen, die sich nach der Konstituierung der Deutschen Volksgruppe der parteipolitischen und ideologischen Gleichschaltung, dem antikirchlichen Weltbild der nationalsozialistischen Führungselite und dem Entzug des konfessionellen Schulwesens widersetzten.

#### Ungarn
In Ungarn lebten nach der Volkszählung von 1920 über 551.000 Deutsche. An der Spitze der deutschen Volksgruppe in Ungarn stand Jakob Bleyer. Die ersten Ansätze für eine deutsche Minderheitenpolitik nach Trianon erfolgten unter der Regierung des ungarischen Ministerpräsidenten István Bethlen. Mit der Bildung des Deutsch-Ungarischen Volksrats forderte Bleyer die Errichtung eines deutschen Schulsystems und die literarische Pflege der deutschen Sprache im eigenen Siedlungsgebiet. Am 15. Juni 1923 gründete Bleyer zur Umsetzung dieser Ziele den Ungarländischen Deutschen Volksbildungsverein (UDV). Der Verein sollte frei von jeder Politik die kulturellen und sprachlichen Traditionen der deutschen Volksgruppe in Ungarn auf Grundlage einer christlichen Ethik fördern, um dadurch die Bindung zum ungarischen Vaterland zu stärken. 1926 war Bleyer über die Liste der Regierungspartei zu einem Mandat im ungarischen Parlament gekommen, wo er im Interesse der deutschen Minderheit, die im UDV formulierten Ziele, zu vertreten versuchte.
Die zögerliche Haltung der ungarischen Regierung führte bei Bleyer ab 1932 zu einer Neupositionierung, die letztlich aus dem Ergebnis der Volkszählung von 1930 und den Folgen der nationalsozialistischen Machtübernahme in Deutschland resultierte. Bei der Volkszählung von 1930 bekannten sich nur mehr 478.000 Personen zur deutschen Nationalität. Bleyer sprach sich nun zunehmend für die Heranbildung einer ungarndeutschen Elite aus, die in Zusammenarbeit mit reichsdeutschen Stellen Druck auf Budapest ausüben sollte. Zum engsten Beraterkreis Bleyers gehörte Gusztáv Gratz, der dem UDV bis zu seinem Rücktritt von 1932 vorgestanden hatte. Gratz setzte sich für die Bewahrung der ungarndeutschen Identität ein. Nach dem Tod Bleyers spitzte sich die interne Diskussion um die künftige Ausrichtung der ungarndeutschen Minderheitenpolitik weiter zu. Dem Konzept einer deutsch-völkischen Orientierung stand der im ungarländischen Traditionsbewusstsein fest verankerte ungarndeutsche Konservatismus von Gusztáv Gratz gegenüber.
Die Erneuerer unter der Führung von Franz Anton Basch formierten sich in der Volksdeutschen Kameradschaft. 1938 wurde von Basch der Volksbund der Deutschen in Ungarn (VDU) ins Leben gerufen und im April 1939 von den ungarischen Behörden genehmigt. Dieser orientierte sich programmatisch sehr stark am nationalsozialistischen Vorbild. Spannungen, die in den Jahren 1936 bis 1938 zwischen der Regierung Kálmán Darányi und der nationalsozialistischen Führung in Berlin herrschten, wurden nach dem Münchner Abkommen vom 30. September 1938 und der militärischen Zerschlagung der Ersten Tschechoslowakischen Republik rasch beseitigt, nachdem Ungarn mit dem Ersten Wiener Schiedsspruch vom 2. November 1938 die südlichen Gebiete der Slowakei zugefallen waren.

### Zweiter Weltkrieg und Nachkriegszeit

#### Jugoslawien

##### Zweiter Weltkrieg

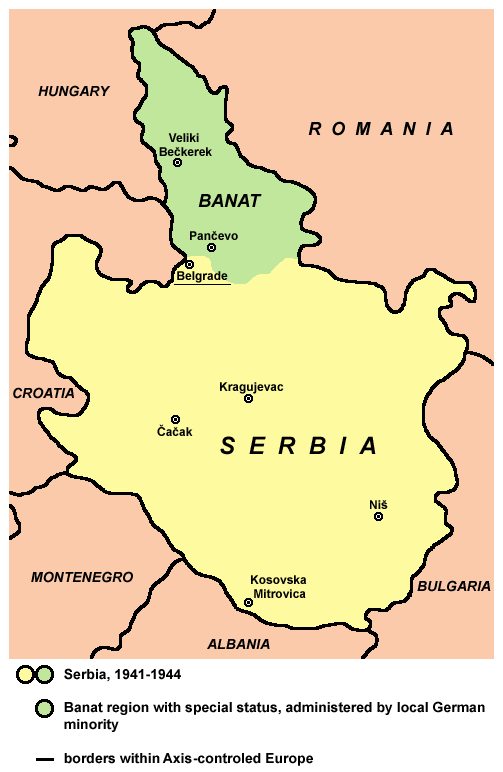
Karte Serbiens (1941–1944)

Truppenkennzeichen der Division „Prinz Eugen“

Geheimer Führerbefehl

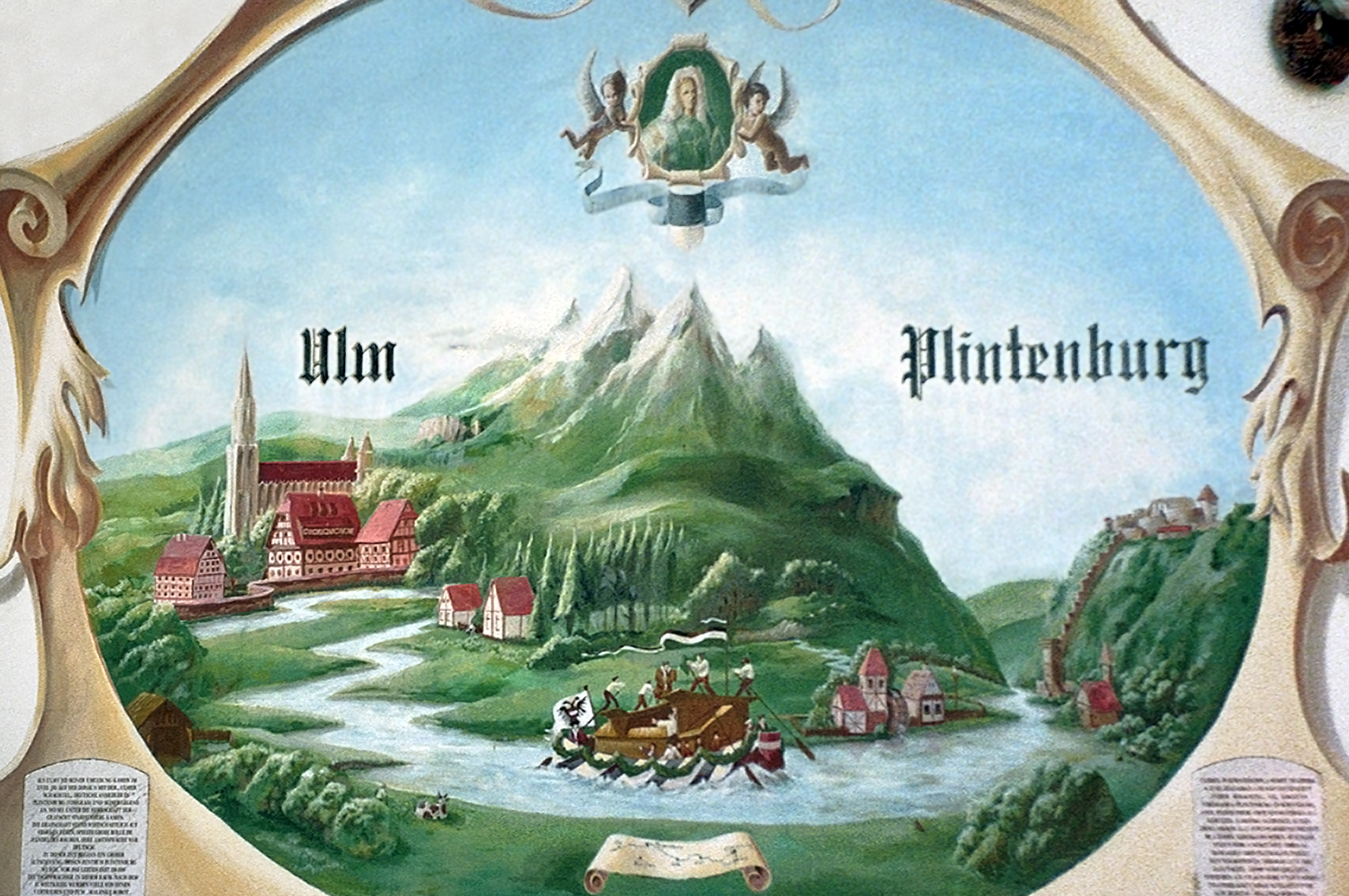
Fresko Ulm – Plintenburg in Visegrád (Plintenburg) zur Erinnerung an die Neubesiedlung des Ortes durch die Donauschwaben nach den Türkenkriegen und die Vertreibung der Deutschen nach dem Zweiten Weltkrieg.

Siehe Hauptartikel: Serbien im Zweiten Weltkrieg
Rolle der Donauschwaben bei der deutschen Besetzung Jugoslawiens
Viele der jugoslawischen Donauschwaben im wehrfähigen Alter dienten beim Überfall auf Jugoslawien in der jugoslawischen Armee mit der Aufgabe gegen die deutschen Truppen zu kämpfen. Viele wählten stattdessen die Flucht in die Steiermark sowie nach Ungarn oder Rumänien, oder versteckten sich bis zum Eintreffen der deutschen Truppen.
Nach der jugoslawischen Kapitulation 1941 fanden sich die Donauschwaben der Vojvodina in drei beziehungsweise vier Staaten wieder. Syrmien fiel an den Unabhängigen Staat Kroatien, einen Vasallenstaat der Achsenmächte. Die Batschka und die Baranja fielen an Ungarn unter Miklós Horthy, Mitglied im Dreimächtepakt der Achsenmächte seit 1940. Die serbischen Banater wurden Staatsbürger im von der Wehrmacht besetzten Serbien unter Milan Nedićs Marionettenregierung; beziehungsweise gerieten direkt unter deutsche Militärverwaltung. Teilweise noch vor der Ankunft deutscher Truppen in Serbien wurden kleinere Einheiten der jugoslawischen Armee, Gendarmerie- und Polizeiposten von halb-militärischen Einheiten aus den Reihen der ansässigen „Volksdeutschen“ entwaffnet. Noch vor der Errichtung der Militärverwaltung in Serbien hatten die „Volksdeutschen“ in diesem Teil des Banats bereits die Verwaltung übernommen.
Das Dritte Reich begünstigte die deutsche Minderheit auffällig. Bereits ab Mitte 1941 wurden die Polizeikräfte des Banats hauptsächlich aus „Volksdeutschen“ aufgestellt. Zur Stärkung der Stellung des „Deutschtums“ bis 1943 wurde im Zuge der „Arisierungsmaßnahmen“ der „Judenbesitz“ im serbischen Banat zu 80 Prozent an Volks- und Reichsdeutsche verkauft. Neben der Rücknahme der Bodenreform von 1919 wurde eine neue Liegenschaftsgesetzgebung erlassen, ebenso wie eine Schulautonomie. Der „Volksgruppenführer“ Josef Janko umschrieb die wirtschaftliche und soziale Situation der „Volksdeutschen“ im Banat während der Zeit der deutschen Besatzung: „Die seit 20 Jahren gehegten Wünsche der Volksgruppe [gingen] infolge der Besetzung des Landes fast restlos in Erfüllung und das Westbanat [war] dadurch im Vergleich zu den anderen deutschen Volksgruppen des Südostens im Vorteil.“
Militärdienst in reichsdeutschen Verbänden
Die 7. SS-Freiwilligen-Gebirgs-Division „Prinz Eugen“ war eine Division der Waffen-SS, die 1942 vor allem im nordserbischen Banat aus den Reihen der wehrfähigen deutschen Männer der Vojvodina östlich des Flusses Theiß (deutsches Militärverwaltungsgebiet Serbien) und aus Banater Schwaben aus dem rumänischen Teil des Banats Banat aufgestellt wurde. Die Aufstellung leitete SS-Gruppenführer Arthur Phleps, ein „besonders bewährter“ Offizier des früheren k.u.k. Heeres aus Siebenbürgen, der nach dem Ersten Weltkrieg in die rumänische Armee eingetreten war. Die Offiziere und Unteroffiziere stammten aus anderen Divisionen der Waffen-SS aus dem Reich oder aus der k.u.k. Armee. Obwohl anfänglich die Bezeichnung Freiwilligen Division eingeführt und auch weiter beibehalten wurde, deutete sich bereits in den ersten Werbungsaufrufen an, dass die Werbung von Freiwilligen auch in Serbien aufgegeben und bald durch die flächendeckende Einziehung von „volksdeutschen“ Rekruten ergänzt werden sollte. Am 1. März 1942 rief Josef Janko „zum Dienst mit der Waffe zum Schutze unserer Wohnstätten […] für alle deutschen Männer vom 17. bis zum 50. Lebensjahr“ auf, sofern sie nicht „einen für die Ernährung oder sonstige Versorgung wichtigen Betrieb“ leiteten oder ausübten. Dies geschah unter der Androhung „strengster Strafen“. Über das zahlenmäßige Verhältnis zwischen „echten“ Freiwilligen, regulär Einberufenen und mit Gewalt zum Dienst in der „Prinz Eugen“ gepressten „Volksdeutschen“ lassen sich keine zuverlässigen Angaben machen. Leicht mehr als die Hälfte der „Freiwilligen“ soll aus dem Kreis Pančevo stammen.
Nachdem schnell deutlich wurde, dass die Anzahl der wehrpflichtigen Banater Schwaben nicht ausreichen würde, um die Division auf die beabsichtigte Kampfstärke zu bringen, beschloss der Reichsführer SS Heinrich Himmler im gleichen Jahr die Musterung aller 17- bis 30-jährigen waffenfähigen „Volksdeutschen“ Kroatiens, die unter anderem der Auffüllung der zu diesem Zeitpunkt noch in Serbien stehenden Division dienten. Im Zuge eines Abkommens zwischen der SS und Rumänien wurde dann im weiteren Verlauf des Jahres 1943 auch ein Teil der „Volksdeutschen“ aus Rumänien gezielt zum Ersatz für die Division herangezogen.
Im Oktober 1942 hatte die Division noch im Rahmen ihrer Ausbildung ihren ersten Einsatz in Serbien. Sie wurde bis Mai 1945 nur in Jugoslawien eingesetzt. Die Division wurde durch ihre Kriegsverbrechen im Partisanenkrieg in Jugoslawien bekannt und prägte dadurch das Geschichtsbild vom Krieg der deutschen Wehrmacht und Waffen-SS in Jugoslawien. Bis zum Januar 1944 wurden aus der Vojvodina und Serbien an die 22.000 Männer eingezogen, von denen nur etwa 600 bei der Wehrmacht und mehr als 15.000 in der Waffen-SS dienten, während eine nicht genau bestimmbare Zahl der Banater Polizei angehörte.
Der westlich gelegene Teil der Vojvodina war seit 1942 durch Annexion Teil des Staatsgebietes Ungarns geworden. Durch einen Staatsvertrag zwischen Deutschland und Ungarn wurde die deutsche Wehrpflicht für deutschstämmige Staatsbürger Ungarns eingeführt. Auf dieser Gesetzesgrundlage basierend wurden deutschstämmige Staatsbürger Ungarns auch aus dem Gebiet der westlichen Vojvodina zur Waffen-SS eingezogen. Ein Dienst in der Wehrmacht zur Ableistung der Wehrpflicht war nicht möglich, da hierfür eine deutsche Staatsbürgerschaft vonnöten war. Donauschwaben aus diesem Teil der Vojvodina dienten hauptsächlich in den SS-Panzerdivisionen Frundsberg und Hohenstaufen. Weitere paramilitärische Einheiten, die der Volksgruppenführung in Jugoslawien unterstanden, waren zum Beispiel der „Ortsschutz“ und die „Banater Staatswache“.
Rückzug der Wehrmacht und Evakuierung
Siehe Hauptartikel: Evakuierung der Deutschen Volksgruppe aus dem Banat 1944
Angesichts des Vormarsches der Roten Armee 1944 sollten die Donauschwaben evakuiert werden, allerdings begannen die Evakuierungen aus der Batschka und dem westlichen Banat zu spät, da sie von der Volksgruppenleitung und den deutschen Besatzungsbehörden unter dem Höheren SS- und Polizeiführer Serbiens, Hermann Behrends, verzögert wurden. Behrends wollte Timișoara zurückerobern und benötigte dazu die Unterstützung der Hilfspolizei (HIPO) und der sich im Urlaub befindlichen Angehörigen der Wehrmacht. Diese Anstrengung scheiterte um den 20. September. Bereits am 10. September hatte Behrends einen angeblichen Führerbefehl erlassen, der unter Androhung von Kriegsgericht jede Form von Evakuierung verbot und nur die Durchschleusung der Banater Schwaben aus Rumänien erlaubte. Deklariert als Geheime Reichssache durfte es nicht an die Betroffenen weitergegeben werden, sondern die Volksgruppenführung unter Josef Janko war gezwungen in ihren Reden und Antworten die Gefahr zu bagatellisieren und die Betroffenen hinzuhalten. Ein auf den 2. September 1944, zehn Tage nach dem Umschwenken Rumäniens, datierter und von Jakob Awender ausgearbeiteter Evakuierungsplan zum „Ausweichen aus dem voraussichtlichen Kampfgebiet“ konnte daher nicht umgesetzt werden. Noch am 28. September gab Behrends auf Anfrage telefonisch durch: „Jeder, der es wagt, gegen mein ausdrückliches Verbot eine Evakuierung einzuleiten oder zu begünstigen, wird von mir vor das Kriegsgericht gestellt und muss mit der Todesstrafe rechnen.“ Erst am 1. Oktober, zum Beginn des Großangriffs der 2. und 3. Ukrainischen Armee auf Belgrad, gab Behrends um 17:00 Uhr die Zustimmung zur Evakuierung. Etwa 60.000 Personen aus der donauschwäbischen Bevölkerung konnten fliehen, etwa 160.000 blieben zurück.

##### Nachkriegszeit
Die nach dem Einmarsch der Roten Armee und der nachrückenden Partisaneneinheiten in der Vojvodina verbleibenden etwa 160.000 Deutschen (Mathias Beer nennt 200.000 Volksdeutsche in Jugoslawien) wurden kollektiv als „Verräter“, „Volksfeinde“ und „Kollaborateure“ stigmatisiert und entrechtet; ihr Besitz wurde beschlagnahmt. In den ersten Wochen waren sie Massenerschießungen (etwa 7.000 Tote), Verhaftungen, Misshandlungen, Plünderungen, Vergewaltigungen und Zwangsarbeit ausgeliefert. Hieran beteiligte sich auch ein Teil der Zivilbevölkerung.
Bereits vor Kriegsende in Europa wurde auf Beschluss der Kommandantur der Volksbefreiungsarmee für das Banat vom 18. November 1944 der Großteil der Donauschwaben in Lagern in Jugoslawien zusammengeführt. Dieser Beschluss ordnete unter anderem an, dass:
- „es allen Deutschen verboten ist, ihre Dörfer ohne Erlaubnis zu verlassen“,
- „alle Deutschen, die ihre Häuser verlassen haben, unverzüglich in Lager zu internieren sind“,
- „der Gebrauch der deutschen Sprache in der Öffentlichkeit verboten ist“,
- „alle deutschen Aufschriften innerhalb von 12 Stunden zu entfernen sind, bei Nichtbefolgung werden Deutsche erschossen“.

Auch südslawische, ungarische und rumänische Gegner des „Volksbefreiungskampfes“ litten unter dem Bedürfnis der Partisanen nach Vergeltung. Am 29. November 1944 gab die Kommandantur für das Banat, der Batschka und der Baranja den Befehl zur Internierung aller deutschen Männer zwischen 16 und 60 Jahren in Lager aus. Zusätzlich zu diesen Internierungen wurden Weihnachten 1944 bis zu 12.000 Personen (hauptsächlich Frauen) zur Zwangsarbeit in die Sowjetunion deportiert.
Bis Frühling 1945 wurden circa 90 % (etwa 119.000 Personen) der verbliebenen jugoslawiendeutschen Bevölkerung interniert, so in Zentralarbeitslager für arbeitsfähige Männer, in Ortslager für die Bevölkerung ganzer Ortschaften und in Internierungslager für Arbeitsunfähige, Frauen, Kinder und Ältere. Um Mai 1945 existierten auf dem Territorium der Vojvodina 41 Lager und Dörfer unter spezieller Aufsicht, in ganz Jugoslawien wird von 50 bis 70 Lagern für die deutsche Bevölkerung ausgegangen. Die Mehrheit der mutmaßlichen deutschen Kriegsverbrecher war mit der auf dem Rückzug befindlichen Wehrmacht bereits aus der Vojvodina geflohen. Zurück blieben oftmals alte und kranke Männer, Frauen und Kinder. Insgesamt konnten 214 Personen unter den Donauschwaben als Kriegsverbrecher eingestuft werden. Der Bericht einer vom Präsidium des Ministerrats eingesetzten Kontrollkommission für das Banat vom 15. Mai 1945 führte aus, dass die Durchführung der „Internierung der Deutschen“ in keinem der Lager rechtmäßig gewesen und es dort zu Misshandlungen, Vergewaltigungen und zu persönlichen Bereicherungen von militärischen und zivilen Personen gekommen sei. Es kam zu Erschießungen; die ärztliche Versorgung in den Lagern war mangelhaft; Zehntausende starben an Unterernährung und Krankheiten. Im Januar 1946 beantragte die jugoslawische Regierung bei den Westalliierten die Ausweisung der, nach jugoslawischen Angaben, etwa 110.000 im Land verbliebenen Jugoslawiendeutschen nach Deutschland. Dies wurde jedoch abgelehnt.
1947 durften vereinzelt Gruppen Deutscher ausreisen oder konnten aus den Lagern über die Grenzen nach Rumänien oder Ungarn flüchten. In den ersten Monaten des Jahres wurde die Flucht stillschweigend gefördert, da sich für die Deutschen immer weniger Verwendung finden ließ, zum Ende des Jahres wurden die Fluchtmöglichkeiten jedoch wieder eingeschränkt. 1948 wurden die Lager aufgelöst; die noch rund 80.000 überlebenden Deutschen wurden zwar entlassen, dann aber häufig zu meist dreijährigen Arbeitsverträgen bei vorgeschriebenen Arbeitgebern zwangsverpflichtet. Während dieser Zeit erhielten sie keine Personalausweise und durften ihren Wohnsitz nicht verlassen. Erst nach der Ableistung und vielfach erst nach Zahlung eines Kopfgeldes erhielten sie den Status „vollberechtigter Staatsbürger“.
Nach dem Rechtsgutachten von Dieter Blumenwitz (2002) kamen in den Lagern 59.335 Donauschwaben um, darunter 5.582 Kinder. Diese Zahl enthält die in den vorübergehenden Lagern zu Tode gekommen und die auf der Flucht erschossenen Donauschwaben. Michael Portmann (2004) nannte etwa 46.000 Deutsche allein aus der Vojvodina, die nach statistischen Schätzungen zwischen dem Herbst 1944 und dem Frühjahr 1948 in den Lagern starben.
Seit der Gründung der Bundesrepublik Deutschland bemühten sich die meisten Jugoslawiendeutschen um eine Ausreisegenehmigung nach Deutschland oder Österreich. Manchen gelang es früh, das Land zu verlassen. Für die Mehrheit der Ausreisewilligen wurde jedoch erst nach dem Übergang der Passhoheit von den Alliierten auf deutsche Dienststellen im Oktober 1951 die rechtlichen Voraussetzungen für ihre Überführung in das Bundesgebiet geschaffen. Mit Hilfe des Internationalen Roten Kreuzes waren schon seit dem April 1950 vorläufige Vereinbarungen mit dem Jugoslawischen Roten Kreuz zustande gekommen, wonach versucht wurde, in erster Line getrennt lebende Familien nach Dringlichkeitsstufen zusammenzuführen. 1952 wurde dann das Ausreiseprogramm auf eine breitere Grundlage gestellt, wonach die Jugoslawiendeutschen die Zuzugsgenehmigung eines deutschen Bundeslandes vorweisen und sich die Entlassung aus dem jugoslawischen Staatsverband bestätigen lassen mussten. Der Preis für den Verzicht lag anfänglich bei 1.500 Dinar pro Person, stieg aber bald auf 12.000 Dinar, was drei bis vier durchschnittlichen Monatsgehältern entsprach. Das war für viele Ausreisewillige unerschwinglich, trotzdem gelang es den meisten im Laufe der Jahre, die Gebühren und Reisekosten aufzubringen. Allmählich wurde auch das Programm der Familienzusammenführung ergänzt und das Verfahren bis 1956 so vereinfacht, dass es schließlich für den Überwechsel in die Bundesrepublik Deutschland genügte, die deutsche Volkszugehörigkeit gemäß § 6 des Bundesvertriebenengesetzes vor einer deutschen Behörde oder vor einer jugoslawischen Behörde den zukünftigen Rechtsstatus nachzuweisen. Bis 1960 stieg die Zahl der „Aussiedler“ aus Jugoslawien auf mehr als 60.000 (Mathias Beer nennt 62.000 in den 1950er Jahren), sank aber in den Folgejahren allmählich ab. So wurden in den ersten zwanzig Jahren des Bestehens der Bundesrepublik rund 80.000, in den dreißig Jahren seit 1949 rund 86.000 Aussiedler registriert.
An die Stelle der seit Herbst 1944 evakuierten, geflüchteten, internierten und ermordeten rund 350.000 Donauschwaben traten rund 230.000 meist serbische Neusiedler, die im Rahmen einer Bodenreform für ihre Dienste in der Armee Josip Broz Titos mit Land belohnt wurden.
In Jugoslawien lebten 1940 circa 550.000 Donauschwaben, 1950 etwa 75.000, und 1980 etwa 50.000. Gegenwärtig wird ihre Zahl auf unter 10.000 geschätzt.

##### Bewertung
Motivation für das Verhalten der Partisanen und der kommunistischen Führung in der Nachkriegszeit

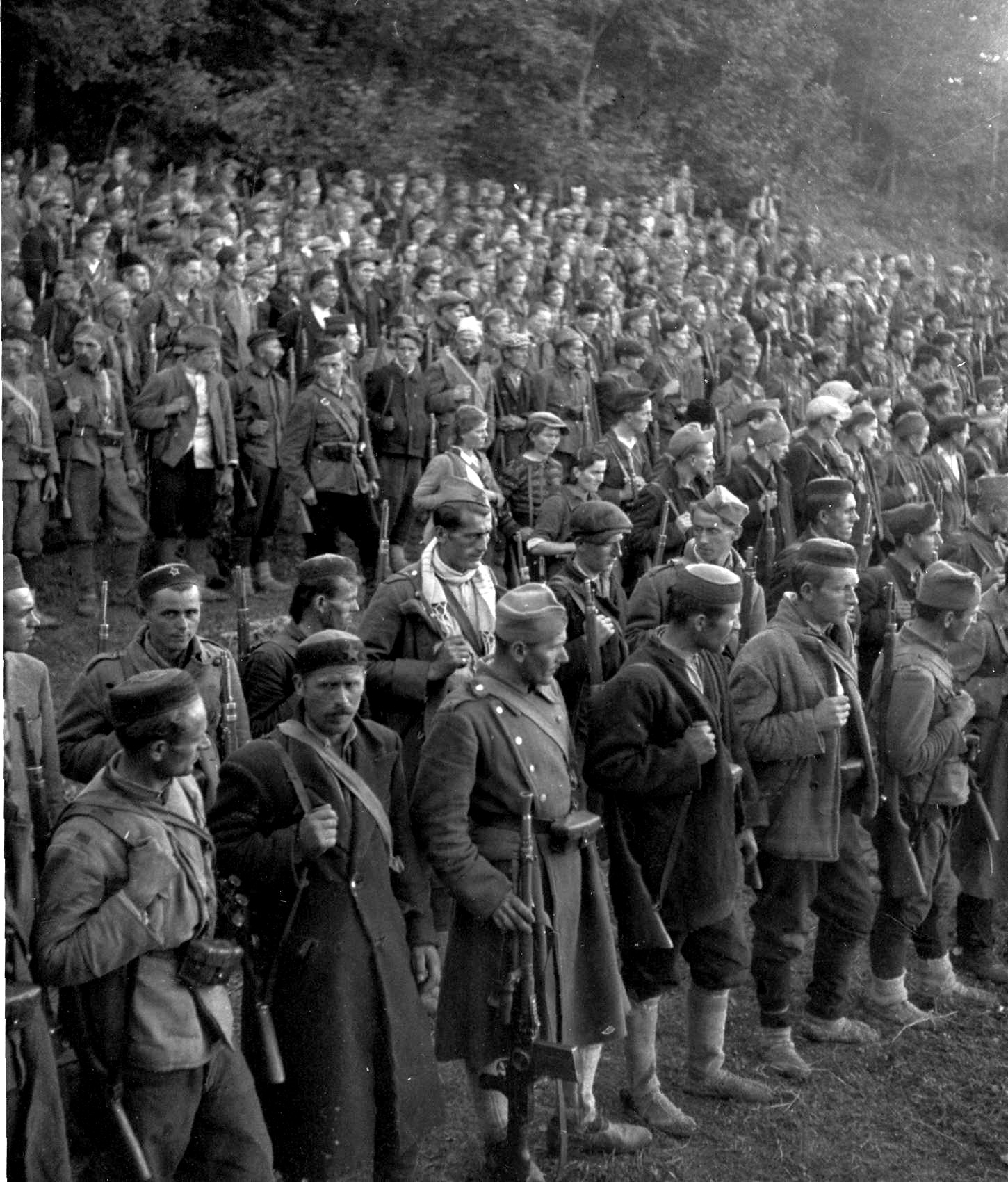
Partisanen im Zweiten Weltkrieg

Das Vorgehen der Partisanen und der kommunistischen Führung gegen die jugoslawiendeutsche Bevölkerung war eine verbitterte Konsequenz des oft brutalen Verhaltens eines Teils der Jugoslawiendeutschen – im Besonderen die Mordaktionen, welche die SS-Division Prinz Eugen an Partisanen und Zivilisten begangen hatte, sowie die Beteiligung der in vielen deutschen Siedlungen eingesetzten Hilfspolizei und der „Deutschen Mannschaft“ in der Umgebung „volksdeutscher“ Gemeinden und ihrem Anteil an Geiselverhaftungen und an Sühneexekutionen – aber auch wegen ihrer engen Kollaboration mit der Okkupationsmacht und ihrer überlegenen Position während der Besatzungszeit. Die in der Kriegs- und Bürgerkriegssituation entstandene Mitwirkung an Geiselerschießungen oder am Niederbrennen von Feldern und Dörfern hatte für die Jugoslawiendeutschen fatale Konsequenzen und war für die Partisanen ein Beweis für ihre gleichbleibend aggressive und illoyale Haltung. Den Partisanen ging es um Vergeltung an allen Gegnern des „Volksbefreiungskampfes“, der kommunistischen Spitze hingegen um die totale Macht. Die Zahl der „volksdeutschen“ Partisanen und ihrer Unterstützer war so gering und die Mitgliedschaft in der deutschen Volksgruppe so umfassend gewesen, dass nur wenige „Volksdeutsche“ von Repressionen ausgenommen wurden. Gegenüber der donauschwäbischen Bevölkerung entluden sich nach vier Jahren deutscher Besatzungsherrschaft die aufgestauten Vergeltungsbedürfnisse, wonach die „Volksdeutschen“ kollektiv als Kriegsverbrecher galten. Der ehemalige Kampfgefährte Titos und spätere Regimekritiker Milovan Đilas beschrieb „Titos Credo“: „Es war besser, einmal und für alle Zeiten Schluß zu machen.“
Der Historiker Zoran Janjetović vermutet, dass das beträchtliche Vermögen der Deutschen in Jugoslawien nur ein Teil der Antwort sein kann: viele Betroffene hätten ihr Eigentum verloren ohne ermordet oder inhaftiert worden zu sein. Auch verweist er auf den Nationalismus, der allerdings eher auf den niedrigeren Ebenen eine Rolle gespielt haben könnte. Die Furcht, dass sich eines Tages ein wiedererstarktes Deutschland zur Verwirklichung von imperialistischen Plänen der deutschen Minderheiten erneut bedienen würde, könne jedoch nicht von der Hand gewiesen werden. Eindeutige Beweise dafür gäbe es aber gemäß der Aktenlage nicht.
Internationale Reaktionen
Die feindselige Behandlung der Jugoslawiendeutschen wurde im Bewusstsein der Weltöffentlichkeit kaum wahrgenommen und als zu erwartende Reaktionen auf die Maßlosigkeit Deutschlands unter Adolf Hitler gesehen. Der Berichterstatter des Ausschusses für das Besatzungsstatut und Auswärtige Angelegenheiten bezeichnete im Dezember 1949 die Zurückhaltung von Kriegsgefangenen als Verstoß gegen Artikel 20 der Haager Landkriegsordnung und gegen die Menschenrechtsdeklaration der Vereinten Nationen. In einem einstimmig angenommenen Antrag forderte der Bundesrat 1950 die Bundesregierung auf, sich unter Berufung auf das Kriegsgefangenenabkommen für Heimführung der in der Sowjetunion und in Jugoslawien verurteilten deutschen Kriegsgefangenen einzusetzen. Bundeskanzler Konrad Adenauer bezeichnete im Januar 1950 die Verurteilungen deutscher Kriegsgefangener in Jugoslawien als „Vergehen und Verbrechen gegen die Menschlichkeit“.
Empfänglichkeit vieler Donauschwaben für die Ideologie des Nationalsozialismus
Die Ansiedlung deutschsprachiger Kolonisten in Südosteuropa im 18. Jahrhundert führte über Generationen zur Herausbildung verschiedener ethnischer Gruppen der Donauschwaben. Die Eingrenzung der unterschiedlichen kulturellen Traditionen schuf dabei, entlang der sich neu entwickelnden ethnischen Merkmale, eine neue kulturelle Identität. Gleichzeitig wurden andere Traditionen ausgegrenzt und als etwas definitiv Fremdes verstanden. Diese Struktur ermöglichte es den Kolonisten, sich einen überschaubaren Raum zu schaffen, der Orientierungsmöglichkeiten bot und ihnen so half, sich in der Fremde zurechtzufinden. Diese Abgrenzung war in erster Linie in Hinblick auf anderssprachige Ethnien wirksam. Beeinflusst durch die in Europa stattfindende Herausbildung von Nationalstaaten orientierten sich die in Südosteuropa lebenden Bevölkerungsgruppen im weiteren Verlauf des 19. Jahrhunderts dann zunehmend an den nationalen Merkmalen von Sprache und Herkunft. Keine Bevölkerungsgruppe der konkurrierender Minderheiten war zahlenmäßig stark genug um die anderssprachigen Ethnien zu dominieren.
Die deutschsprachige Bevölkerung hatte in der Zeit nach der Revolution von 1848/49 noch keine umfassende nationale Orientierung. Innerhalb der donauschwäbischen Führungselite zeigten sich erste Ansätze zum Aufbau einer deutschen Bewegung, jedoch beschränkte sich die Ethnizität der überwiegenden Mehrheit der donauschwäbischen Bevölkerung auf dem Land noch immer auf die Pflege althergebrachter Sitten und Bräuche, also ethnischer Merkmale jenseits des Nationalen. In den Städten hatte eine weitgehende Assimilation des deutschsprachigen Bürgertums durch die ungarische Gesellschaft stattgefunden. Mit dem Ende des Ersten Weltkrieges und der Aufteilung der Donauschwaben auf verschiedene Nationalstaaten gestaltete sich die Lage für die deutschsprachigen Ethnien schwieriger. Besonders für die Donauschwaben, die gegen den erklärten Willen ihrer Vertreter nun zu dem neuen Staat Jugoslawien gehörten, ergab sich eine veränderte Situation. Die vom jugoslawischen Staat betriebene Zwangsassimilation beinhaltete sowohl kulturelle als auch wirtschaftliche Aspekte und bedrohte nicht nur die ethnische Identität der donauschwäbischen Eliten, sondern darüber hinaus auch ihren sozialen Status. Sie bedeutete nun das Aufgeben eigener ethnischer Merkmale zugunsten eines Aufgehens in einer Bevölkerungsgruppe, von der man sich seit den ersten Tagen der Kolonisation bewusst abgegrenzt hatte und der man sich auch ökonomisch überlegen fühlte. Die daraus resultierenden Ängste wurden von den donauschwäbischen Führern auf die Existenz der Donauschwaben insgesamt übertragen.
Die geringe Verbreitung eines nationalen Bewusstseins innerhalb der deutschsprachigen Bevölkerung bedrohte in erster Linie die jungen donauschwäbischen Führer der am deutschen Nationalsozialismus orientierten »Erneuerer«. Nur mit einer Ausrichtung der donauschwäbischen Bevölkerung als deutsche Volksgruppe, als Teil des deutschen Volkes, und der damit verbundenen Unterstützung durch das „Dritte Reich“ konnte eine dauerhafte Stärkung ihrer Position in Jugoslawien erfolgen. Zur Erleichterung der Herausbildung einer deutschen Volksgruppe löste die nationalsozialistische Organisation der Volksgruppe deswegen bewusst die Vielfalt der ethnischen Merkmale auf und ersetzte sie durch die mythologische Bedeutung der Sprache und der Herkunft beziehungsweise der Rasse. Auf diese Weise ermöglichte sie die Instrumentalisierung des Ethnischen für die Ziele des Nationalsozialismus. Bereits vor dem Überfall der deutschen Wehrmacht im April 1941 hatte sich somit eine nationalsozialistisch geführte deutsche Volksgruppe in Jugoslawien gebildet.
Mit der eindeutigen Parteinahme für die bis dahin ausschließlich siegreiche deutsche Seite bot sich für die Volksgruppenführung konkret die Gelegenheit, durch die Zerschlagung und Besetzung Jugoslawiens langfristig eine Aufwertung der eigenen „Volksdeutschen“ Bevölkerungsgruppe gegenüber den fremden, anderssprachigen Bevölkerungsgruppen durchzusetzen. In allen Bereichen entwickelte sich eine privilegierte Stellung der „Volksdeutschen“ Bevölkerung. Diese Position war nur zu halten, solange deutsche Truppen das ehemalige Jugoslawien besetzt hielten. Hiervon profitierten nicht nur die Volksgruppenführer wie Jakob Reiser oder Michael Lichtenberger, sondern auch die ganze „Volksdeutsche“ Bevölkerung. Die Ausdehnung des Partisanenkampfes ab Juni 1941 bedrohte somit nicht nur die deutsche Besatzungsherrschaft, sondern auch den jüngsten Aufstieg der deutschen Volksgruppe. Die Bereitschaft weiter Teile der „Volksdeutschen“, bereits 1941 ihre Privilegien einerseits in der engeren Heimat, andererseits aber auch im weiteren Sinn in Form der deutschen Besatzungsherrschaft zu verteidigen, wird durch ihren freiwilligen Einsatz sowohl in den Selbstschutzformationen als auch in den Einheiten der deutschen Wehrmacht und der SS deutlich. 1942 ergab sich aus dieser Bereitschaft und aus der Kriegslage sowie aus den Plänen der SS eine Situation, in der die Instrumentalisierung des Ethnischen durch den Nationalsozialismus ihre ganze Dynamik entwickelte.
Die Unterstellung des Banats unter den Oberbefehlshaber in Serbien hatte hier eine besondere Situation entstehen lassen. Nur im serbischen Banat war zu diesem Zeitpunkt ein ungehinderter Zugriff der SS auf die „Volksdeutschen“ möglich, hier konnte also ohne außenpolitische Rücksicht auf andere Staaten für die Waffen-SS rekrutiert werden. Daraus ergab sich seitens der SS-Führung der rigorose Versuch, die Wehrfähigkeit der Banater Schwaben so weit wie möglich auszuschöpfen. Die Volksgruppenführung wie auch weite Teile der Volksgruppe setzten die Interessen des Deutschen Reiches aber nicht vollkommen mit ihren Interessen in der donauschwäbischen Heimat gleich. Da die Kriegslage eine starke deutsche Besatzungsmacht im ehemaligen Jugoslawien erforderte, und obwohl die SS auf den totalen Kriegseinsatz der Volksgruppe drängte, forderte die Volksgruppenführung den Einsatz ihrer Volksgruppe ausschließlich auf dem Gebiet des ehemaligen Jugoslawiens ab. Für den Einsatz der Donauschwaben in der SS-Division wurde nicht unter Berufung auf abstrakte nationale Ziele, sondern konkret mit dem Verweis auf die Notwendigkeit der Verteidigung von „Haus und Hof“ geworben. Diese Inanspruchnahme ethnischer Motive für den nationalen Krieg sollte zum herausragenden Merkmal des Krieges im ehemaligen Jugoslawien werden. Einerseits war dieser Krieg sowohl in seinen Ursachen als auch in seiner Bedeutung für das Deutsche Reich ein klassisch nationaler Krieg. Es ging um Rohstoffressourcen, um strategische Erwägungen und Einflusssphären. Andererseits wies der Krieg für die dort lebenden Bevölkerungsgruppen alle Merkmale eines ethnischen Konfliktes auf. Es waren keine deutschen und alliierten Armeen, die sich gegenüberstanden, sondern zunehmend die verschiedenen ethnischen Gruppen, die die Kämpfe führten. Die freigesetzten destruktiven Kräfte knüpften an die bereits vorher bestehenden ethnischen Differenzen an. Die lange Geschichte der Abgrenzung des Eigenen vom Fremden zwischen den verschiedenen ethnischen Gruppen, die dabei erlebten Erniedrigungen und Verletzungen, aufbewahrt als auserwählte Traumata im kollektiven Gedächtnis der Ethnien, erleichterten die Hassbildung und drängten auf Wiedergutmachung. Nur das wirklich Eigene bot noch Sicherheit, denn alles Fremde war letztendlich lebensbedrohlich.
Das Schwergewicht der zur Aufstandsbekämpfung eingesetzten Truppen sollte dauerhaft auf den deutschen Divisionen liegen. Da die deutsche Besatzungsmacht in letzter Konsequenz nur deutschen Interessen diente, konnte die deutsche Herrschaft also auch nur konsequent von ihren Profiteuren, den „Volksdeutschen“, unterstützt werden. Der deutsche Herrschaftsanspruch spiegelte sich ebenfalls in der Mythologisierung der Geschichte der Donauschwaben wider. Die auserwählten Ruhmestaten der deutschen Kolonisation waren ein wichtiger Aspekt bei der ideologischen Vereinnahmung der Donauschwaben für den Krieg des Deutschen Reiches.
Die Identifikation mit der „Grenzertradition“, dem Ritter „Prinz Eugen“ und der vermeintlichen kulturellen Überlegenheit war Teil des Selbstverständnisses der Volksgruppenführung und der Division „Prinz Eugen“. Nur die Verbindung des Nationalen mit dem Ethnischen ermöglichte es, dass die Division zum entscheidenden Machtfaktor bei der Aufrechterhaltung der deutschen Herrschaft im ehemaligen Jugoslawien wurde.
Unter den Donauschwaben war die Bereitschaft zur Denunziation ihrer jüdischen Mitbewohner weit verbreitet. Nicht nur den Juden, sondern auch den mit „zu viel“ fremdem Blut aus „Mischehen“ stammenden Menschen wurde die Zugehörigkeit zum Eigenen abgesprochen. Dass den Säuberungsmaßnahmen zur Reinigung der eigenen Volksgruppe dabei auch Angehörige von potenziell verbündeten Ethnien (Mitglieder der Ustascha, kroatische SS-Freiwillige) zum Opfer fielen, zeigt die zunehmende Reduzierung von gutem Eigenem und schlechtem Bösem auf die nationalen Merkmale von Sprache und Herkunft. Während im weiteren Verlauf des Krieges die an deutscher Seite kämpfenden Einheiten der anderen ethnischen Gruppen immer mehr Auflösungserscheinungen zeigten, blieb die Kampfstärke der Division „Prinz Eugen“ ungebrochen. In der Konsequenz, mit der die „Volksdeutschen“ an den Kämpfen im ehemaligen Jugoslawien bis zum Schluss teilnahmen, zeigt sich die besondere Bedeutung des ethnisch begründeten Krieges. Der vorübergehende Aufstieg der „Volksdeutschen“ Bevölkerung war auch von der Mehrheit ihrer Mitglieder mit aller Unmenschlichkeit und Härte gegenüber den anderssprachigen Bevölkerungsgruppen durchgesetzt und verteidigt worden. Sowohl in den von der Volksgruppenführung vollzogenen Maßnahmen als auch in dem Verhalten der „Volksdeutschen“ SS-Division trat dabei ein weiterer Aspekt des ethnischen Krieges zutage. Die Vernichtung des Feindes, selbst der fremden Zivilbevölkerung, wurde letztendlich nicht als Verbrechen und Untat empfunden. Sie wurde vielmehr als notwendige Verteidigungsmaßnahme angesehen, um das Eigene zu schützen.
Freiwilligkeit unter dem nationalsozialistischen Regime
Die Stellenbesetzung in der Freiwilligen-Gebirgsdivision „Prinz Eugen“ wurde vom SS-Führungshauptamt am 1. März 1942 festgelegt:

„6.) Führerstellenbesetzung erfolgt durch das Divisionskommando, das auf das Personal des serbischen Raumes und gewesene aktive deutschvölkische Offiziere Nordsiebenbürgens zurückgreift.

7.) Stellenbesetzung der Unterführer und Mannschaften durch freiwillige Stellung der deutschvölkischen Einwohner des serbischen Raumes, bei teilweiser Ergänzung durch sonstige deutschvölkische Freiwillige.“

Am gleichen Tag rief der Volksgruppenführer Josef Janko dazu auf, dass „sich alle Männer vom 17. bis zum 50. Lebensjahr […] zum Dienst mit der Waffe zum Schutze unserer Wohnstätten melden. Von diesem Dienst kann sich keiner, der gesund ist, ausschließen.“ Bis zum April 1942 hatten sich gemäß Schätzungen des Unterstaatssekretärs Martin Luther während der noch laufenden Werbung 10.000 bis 15.000 Männer im Banat gemeldet.
Der Chefrichter des Obersten SS- und Polizeigerichts Günther Reinecke schrieb zu dieser Zeit an Heinrich Himmler, dass die Division „Prinz Eugen“ keine Organisation von Freiwilligen mehr sei, sondern dass die „Volksdeutschen“ des serbischen Banats zum großen Teil nur unter Strafandrohung durch die deutsche Volksgruppenleitung (später durch das SS-Hauptamt) dem Ruf Folge leisten würden. Auf den vom SS-Ergänzungsamt der deutschen Volksgruppe ausgestellten Einberufungsbefehlen wurde darauf hingewiesen, dass eine Nichtbefolgung die strengste Strafe nach sich zieht. Der Chef des SS-Ergänzungsamtes Gottlob Berger schrieb am 16. Juni 1943 in seinem Brief an den persönlichen Stab des Reichsführers SS Rudolf Brandt: „… wenn eine Volksgruppe halbwegs passabel geführt wird, dann melden sich schon alle freiwillig, und diejenigen, die sich nicht freiwillig melden, bekommen eben die Häuser zusammengeschlagen!“ Über das zahlenmäßige Verhältnis zwischen „echten“ Freiwilligen, regulär Einberufenen und mit Gewalt zum Dienst in der „Prinz Eugen“ gepressten „Volksdeutschen“ lassen sich keine zuverlässigen Angaben machen.
Die Vertreter der deutschen Volksgruppe, die bis zur jugoslawischen Kapitulation 1941 in der jugoslawischen Armee dienten, befanden sich in einem Dilemma. Die Tschetniks nahmen nur Serben auf. In der Batschka und in der Baranja beanspruchte das national-ungarische Horthy-Regime alle Vorrechte eines souveränen Staates und zog wehrfähige deutschstämmige Männer zum Kriegsdienst in die ungarische Armee ein. Die neue kroatische Regierung erhob gleichfalls Anspruch auf ihre neuen Staatsbürger. Die wehrpflichtigen Donauschwaben standen somit vor der Alternative, „Freiwillige“ der deutschen Wehrmacht, oder in eine gegen das königliche Jugoslawien gerichtete Armee eingezogen zu werden. Die Anklage bei den Nürnberger Prozessen stellte allerdings fest, dass die „Freiwilligkeit“ unter den deutschen Volkszugehörigen eine „bloße Vorspiegelung, bewusste Täuschung und Irreführung“ gewesen sei.
Der Historiker Thomas Casagrande führte aus: „Die Aufgabe des Freiwilligkeitsprinzips zugunsten der Wehrpflicht bei der Waffen-SS ist Gegenstand aller wichtigen Arbeiten über die Waffen-SS.“ So wichtig die Auseinandersetzung mit dieser Frage ist, sollte sie aber nicht zu der falschen Annahme verleiten, dass sich Wehrpflichtige grundsätzlich weniger mit ihren Aufgaben und Zielen identifizieren bzw. ihre Pflichten weniger konsequent erfüllen als Freiwillige.
Casagrande weiter: „Beides gehört zusammen: Einerseits der Zynismus und die Rigorosität, mit der die SS-Führung die Ausschöpfung des „Volksdeutschen Menschenmaterials“ betrieb, und andererseits der Schutz der dann in der Waffen-SS dienenden „Volksdeutschen“. Das eine diente der größtmöglichen quantitativen Ausdehnung der Waffen-SS, das andere war notwendig, um die Kampfbereitschaft der „Volksdeutschen“ zu erhalten. Erst die Vereinnahmung der verschiedenen deutschsprachigen ethnischen Gruppen im Zeichen des Nationalsozialismus – als Teile eines gemeinsamen deutschen Volkes – ermöglichte den Ausbau der Waffen-SS. Für die „Volksdeutschen“ war die Bereitschaft, in der Waffen-SS zu kämpfen, eng mit der Vorstellung verbunden, ihre ethnische Identität gegenüber den anderssprachigen Ethnien verteidigen zu müssen.“
Jugoslawische Historiker und Politiker, sowohl unter Tito als auch unter Slobodan Milošević, vertraten die Auffassung, dass die AVNOJ-Beschlüsse mit einhergehender Entrechtung und Vertreibung der deutschen Volkszugehörigen ohne deren „Kollaboration mit der deutschen Besatzungsmacht“ nicht möglich gewesen wären. Ausgenommen waren jene Deutschen, die sich den Partisanen angeschlossen hatten oder mit Jugoslawen verheiratet waren. Angehörige von Mischehen mussten sich nicht verteidigen, während sonst Deutsche aller Altersgruppen aufgrund ihrer Volkszugehörigkeit automatisch schuldig waren. Die Mitwirkung anderer nationaler Minderheiten, die unter Zwang oder freiwillig den eigenen völkisch ausgerichteten Verbänden beitraten, wurde nicht bestraft.
Seit ungefähr dem Jahre 2000 hat bei serbischen und kroatischen Historikern allerdings ein Umdenken stattgefunden, was sich in Veröffentlichungen und gemeinsamen Tagungen mit westlichen Wissenschaftlern ausdrückt. Kroatien und Slowenien haben mittlerweile ihre Archive auch für westliche Wissenschaftler freigegeben.
Widerstand gegen das nationalsozialistische Regime
1933 wurde in der deutschsprachigen Zeitung Die Drau vom 22. April aus Osijek (Esseg) scharfe Kritik an dem nationalsozialistischen Regime im Deutschen Reich geäußert und die Machtergreifung verurteilt. Apatin in der Batschka war das geistige Zentrum des deutschen Katholizismus des Landes. Seit dem Frühjahr 1935 erschien hier die durch ihre Ausrichtung gegen den Nationalsozialismus über die Grenzen des Landes bekannt gewordene und auf Betreiben Deutschlands von den ungarischen Besatzungsbehörden 1941 verbotene katholische Wochenschrift Die Donau. Gemäß Carl Bethke konnte man außer in der Schweiz nirgendwo in der „Festung Europa“ so viel Kritik am NS-Regime in deutscher Sprache lesen. Laut Slobodan Maričić waren bis zu 2000 Deutsche an der Partisanenbewegung beteiligt. Im März 1943 wurde – verstärkt durch Überläufer aus der Wehrmacht – eine mehrere hundert Mann starke Thälmann-Brigade aufgestellt (von den Serben Telmanovci genannt), ausgestattet mit schwarz-rot-goldenen Kokarden. Kommandeur war der ehemalige Spanienkämpfer Hans „Ivan“ Pichler. Sie sollte bevorzugt gegen NDH- und Tschetnik-Truppen zum Einsatz kommen, wurde jedoch bereits im November 1943 von Panzereinheiten der Wehrmacht bei Mikleuš vernichtet. Dunica Labović nennt beispielsweise 30 deutsche Familien aus Semlin, die auf Seiten der Partisanen standen, darunter war auch der Semliner Kommunist Jaša Reiter (Joahim Jaša Rajter), der Tito auf seiner Flucht aus dem besetzten Belgrad das Leben gerettet haben soll.
Thomas Casagrande kam zu der Erkenntnis: „Die Kraft, sich der Macht der nationalen Merkmale von Sprache und Herkunft zu entziehen, sich der rassistischen Versuchung zu widersetzen, besaß nur ein geringer Teil der „Volksdeutschen“ Bevölkerung.“
Die jugoslawische Geschichtsschreibung vermied zur Legitimation der Vertreibungs-Gesetzgebung innerhalb der AVNOJ-Beschlüsse die Erwähnung von Widerstand bis in die neunziger Jahre, da auch das Vermögen deutschstämmiger Gegner des Nationalsozialismus unter den Partisanen aufgeteilt worden war. Der Historiker Zoran Žiletić erklärt es so: „Die ruhmreiche Geschichte des Partisanenkrieges war ohne eine darin eingebaute Verteufelung der Donauschwaben nicht möglich und ist immer noch nicht möglich.“

#### Rumänien

##### Zweiter Weltkrieg

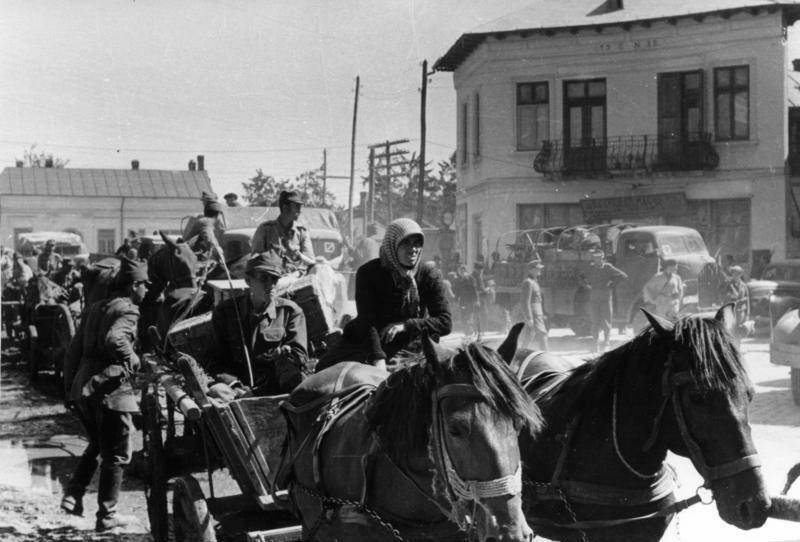
Rückzug von Rumänien nach Ungarn, rumänische und deutsche Soldaten mit Zivilbevölkerung auf Pferdefuhrwerken, 21. Juni 1944

Siehe Hauptartikel: Rumänien im Zweiten Weltkrieg
Nach Kriegsbeginn verstärkte sich der Einfluss Deutschlands auf die Banater Schwaben, vor allem als diese 1940 eine gewisse zwischenstaatlich abgesicherte gruppenrechtliche, vor allem im Schul- und Kulturbereich wirksame Autonomie erhielten. Die Banater Schwaben im rumänischen Teil des Banats wurden erst in die rumänische Armee eingezogen, jedoch wurden gemäß dem 1943 geschlossenen Abkommen zwischen Berlin und Bukarest rumänische Staatsbürger deutscher Volkszugehörigkeit in die Wehrmacht, SS-Verbände und Organisation Todt rekrutiert. Die Volksgruppenführung unter Andreas Schmidt gab in ihren Aufrufen die Rekrutierung jedoch nicht als eine freiwillige Meldung aus, sondern als eine allgemeine Aushebung der „wehrfähigen Männer der deutschen Volksgruppe“. Ende 1943 gehörten in Rumänien ca. 54.000 deutsche Volkszugehörige diesen Verbänden an, davon waren etwa 25.000 Angehörige der Banater Schwaben.
Im Zweiten Weltkrieg kämpften viele Banater Schwaben als Staatsangehörige Rumäniens in der rumänischen Armee erst an der Seite der Achsenmächte. Die ersten Einzeleintritte von Rumäniendeutschen in die Waffen-SS erfolgten zwischen 1937 und 1939, am 1. Mai 1940 sollen es bereits insgesamt 110 Mann gewesen sein. Am 12. Mai 1943 schlossen Berlin und Bukarest ein Abkommen, wonach nun „volksdeutsche“ rumänische Staatsbürger in die Wehrmacht und SS-Verbände rekrutiert werden konnten.
Mit dem nach dem Königlichen Staatsstreich vollzogenen Frontwechsel Rumäniens im August 1944 begann für Teile der deutschen Bewohnerschaft die Flucht westwärts mit dem auf dem Rückzug befindlichen deutschen Heer. Die Mehrheit der Banatdeutschen verblieb allerdings in ihrer angestammten Heimat.

##### Nachkriegszeit
Im Januar 1945 wurden ca. 35.000 Deutsche aus der Region zur Zwangsarbeit in die Sowjetunion verschleppt, von denen viele 1949 nicht mehr zurückkehrten (siehe Verschleppung von Rumäniendeutschen in die Sowjetunion). Ihr landwirtschaftlicher Besitz wurde im März 1945 enteignet, drei Jahre später auch jene Industrie- und Handwerksbetriebe, die von der ersten Konfiskationswelle nach dem Frontwechsel Rumäniens verschont geblieben waren.
Im Sommer 1951 wurden anlässlich der Deportation in die Bărăgan-Steppe ca. 40.000 Menschen unterschiedlicher ethnischer Herkunft aus dem rumänisch-jugoslawischen Grenzraum, darunter etwa ein Viertel Deutschstämmige, bis 1956 in die östlich von Bukarest gelegene Bărăgan-Steppe zwangsumgesiedelt, wovon die meisten aber nach einigen Jahren wieder in ihre Heimat zurückkehren konnten. Hierbei waren kirchliche Würdenträger und Intellektuelle besonderer Verfolgung ausgesetzt.   Nicht nur Rumäniendeutsche wurden verschleppt: im Juni 1951 wurden 12.791 Familien aus einer Grenzzone zwischen Rumänien und Jugoslawien – wegen des Zerwürfnisses zwischen Stalin und Tito – in die Bărăgan-Steppe deportiert. Von den 40.320 betroffenen Personen waren 9.410 deutschstämmig; circa 30.000 weitere Betroffene hatten rumänische, serbische, bulgarische oder ungarische Nationalität.
Das Volksgruppendekret vom 20. November 1940 hatte alle rumänischen Staatsbürger mit deutscher Muttersprache zu Mitgliedern der deutschen Volksgruppe erklärt. Das Dekret Nr. 187 zur rumänischen Agrarreform vom 23. März 1945 ordnete Enteignungen für folgende Personengruppen an:
- rumänische Staatsbürger, die Angehörige der deutschen Waffen-SS waren, mit ihren Familienangehörigen in auf- und absteigender Linie,
- rumänische Staatsbürger, die mit der deutschen oder ungarischen Armee abgezogen sind,
- rumänische Staatsbürger deutscher Nationalität, die der deutschen Volksgruppe angehört haben,
- alle Personen, die auf dem Gebiet der Kultur, Politik oder Wirtschaft Hitlerische Propaganda betrieben haben und
- der gesamte landwirtschaftliche Besitz von Personen, die sich eines Kriegsverbrechens schuldig gemacht haben.

Somit konnte die deutsche Bevölkerung im Nachkriegsrumänien durch das Dekret 187, Pkt. c, kollektiv enteignet werden. Tatsächlich fielen durch die rumänische Agrarreform über 90 Prozent des gesamten landwirtschaftlichen Besitzes der deutschen Volksgruppe dem Staat zu. Neben der kollektiven Zwangsenteignung der landwirtschaftlichen Güter war die deutsche Bevölkerung in den ersten Jahren nach dem Zweiten Weltkrieg weiteren diskriminierenden Maßnahmen ausgesetzt. So waren die Deutschen durch die Verordnungen im Wahlgesetz vom 14. Juli 1946 vom Wahlrecht ausgeschlossen, obwohl alle rumänischen Staatsbürger unter der Regierung von Petru Groza ohne Unterschied von Rasse, Nationalität, Sprache und Religion die gleichen Rechte zugesichert bekommen hatten. Erst 1948 verabschiedete die Rumänische Arbeiterpartei auf ihrem zweiten Parteikongress ein Maßnahmenprogramm zu den Anliegen der deutschen Volksgruppe im Sinne der kommunistischen Gesellschaftslehre. 1949 erfolgte die Gründung des Deutschen Antifaschistischen Komitees in Rumänien.
Die Verfassung vom 24. September 1952 garantierte den nationalen Minderheiten wieder den Gebrauch der eigenen Muttersprache im öffentlichen Leben und als Unterrichtssprache, die Herausgabe von muttersprachlicher Literatur und die Pflege eines eigenen Kunst- und Theaterbetriebs. 1956 gab der rumänische Staat einen Großteil der 1945 enteigneten Häuser an die ehemaligen deutschen Besitzer zurück, nachdem schon 1954 die Nachkriegsbestimmungen gegen die Deutschen aufgehoben worden waren.
1968 wurde der Rat der Werktätigen deutscher Nationalität gegründet, der nach offizieller Propaganda die Interessen der Minderheit im Staatsganzen fördern sollte. In Wirklichkeit schuf sich damit der kommunistische Staatsapparat eine wirksame Kontrollinstanz über die 383.000 Deutschen, die 1966 noch in Rumänien lebten. Einen direkten Einfluss auf die deutsche Volksgruppe sicherte sich der kommunistische Staatsapparat auch über das deutsche Pressewesen, das 1968/69 gleichgeschaltet wurde. Abseits der kommunistischen Kulturarbeit hatte die deutsche Volksgruppe im Rahmen der staatlich vorgegebenen Grenzen die Möglichkeit, ihre Bräuche, Feste und Traditionen zu pflegen. Die Führung der Kommunistischen Partei Rumäniens ließ in der rumänischen Öffentlichkeit verlautbaren, dass durch die Politik des nationalsozialistischen Deutschlands die damalige rumänische Führung Maßnahmen eingeführt hatte, die „viele Werktätige deutscher Nationalität zu Unrecht getroffen haben.“
1978 vereinbarten die Bundesrepublik Deutschland und das rumänische Regime in einer gemeinsamen Erklärung Erleichterungen im bilateralen Reiseverkehr und bei der Familienzusammenführung. Die Auswanderung der Rumäniendeutschen wurde vom kommunistischen Regime Nicolae Ceaușescus zur Devisenakquisition noch bis 1989 gefördert, wobei die ältere Generation vielfach in Rumänien verblieb.
Im Banat, dem Grenzgebiet zu Ungarn und Serbien mit der Hauptstadt Timișoara (deutsch Temeswar), sind deutsche Spuren heute nicht zu übersehen. In kleinen Orten trifft man Leute, die rasch von Deutsch auf Rumänisch oder Serbisch wechseln können und mit EU-Politik vertraut sind. Auf die Instandhaltung der alten Bausubstanz wird geachtet, der Stuck vieler Häuser ist mit deutschen Familiennamen bemalt, und von den drei Kirchen kleiner Orte ist die katholische seltener verfallen. Die Auswanderung unter den Sathmarer Schwaben war schwächer ausgeprägt als unter den Banater Schwaben, damit ist diese deutsche Minderheit in ihrem Siedlungsraum heute vergleichsweise stärker vertreten. In Rumänien lebten 1940 350.000 Donauschwaben, 2002 nur noch 60.000. Gegenwärtig wird die Zahl der in ganz Rumänien lebenden Deutschen auf etwa 15.000 geschätzt.

##### Bewertung
Der Historiker Paul Milata merkte an, dass der „Eintritt [der Rumäniendeutschen in die Waffen-SS] aber weniger ein politisch-kulturell bedingter Rausch [war], sondern das Ergebnis einer nüchternen Berücksichtigung der möglichen und bekannten Alternativen im dreifachen Spannungsfeld zwischen Berlin, Moskau und Bukarest. Der Eintritt in die Waffen-SS war nicht nur eine Geste der Unterstützung NS-Deutschlands, trotz oder wegen Hitler, sondern auch eine Reaktion auf das nationalistische System Rumäniens ab 1918 und ein deutliches Zeugnis gegen die Sowjetunion stalinistischer Prägung.“

#### Ungarn

##### Zweiter Weltkrieg
Siehe Hauptartikel: Ungarn im Zweiten Weltkrieg
1944 lebten etwa 700.000 Menschen deutscher Nationalität in Ungarn, das waren 4,8 % der Gesamtbevölkerung. Sie waren in wesentlich geringerem Umfang nationalsozialistisch gesinnt als die deutsche Bevölkerung der jugoslawischen und rumänischen Gebiete, die Ungarn annektiert hatte. Der Führung des Volksbundes der Deutschen in Ungarn folgten nur etwa 40 % der Ungarndeutschen. Hauptaufgabe der Volksgruppenführung war die Rekrutierung von Soldaten für die Waffen-SS. Unter großen Repressalien wurden seit 1941 etwa 120.000 Deutsche aus Ungarn für die SS rekrutiert.
Das Ende des Ersten Weltkrieges bedeutete die Auflösung der Österreichisch-Ungarischen Monarchie. In „Rumpfungarn“ blieb eine deutsche Bevölkerung von 550.000 Personen, die sich im Wesentlichen auf drei Gebiete konzentrierte: auf die Schwäbische Türkei (süd-ungarische Komitate), auf das ungarische Mittelgebirge und auf einen schmalen Streifen entlang der österreichischen Grenze. Der Anteil der Deutschen in Ungarn sank von 10 % auf 5–6 %.
Nach dem Frieden von Trianon setzte erneut eine Magyarisierung der Minderheiten ein, die in der Idee eines einheitlichen Nationalstaates wurzelte. Die Beurteilung der Situation seitens der Ungarndeutschen war uneinheitlich. Der 1924 gegründete Ungarländisch-Deutsche Volksbildungsverein unter Jakob Bleyer versuchte das ungarländische Deutschtum durch bewusste Volkstum- und Kulturpflege geistig zu sammeln und seine im Vertrag von Trianon garantierten Minderheitsrechte vor allem im Schulwesen zu verteidigen. Bleyer, der die deutsche Nationalität innerhalb der ungarischen Nation zusammenführen wollte, glaubte damit ebenso der Erfüllung des ungarischen Staatsgedankens wie der Pflicht gegenüber dem Volkstum dienen zu können. Er scheiterte an den Gegenkräften des ungarischen Nationalismus, der selbst die Minderheits-Nationalität im Sinne Bleyers ablehnte. Sein Tod im Dezember 1933 machte das ungarländische Deutschtum, damit auch die Donauschwaben, praktisch führerlos.
Der 1938 gegründete, nationalsozialistisch orientierte Volksbund der Deutschen in Ungarn unter Franz Anton Basch übte wachsenden Druck auf die Ungarndeutschen zum Wehrdienst in den Verbänden der Waffen-SS aus.

##### Nachkriegszeit
Das zwischen den Alliierten geschlossene Potsdamer Abkommen sah die Vertreibung der Donauschwaben aus Ungarn nach Deutschland oder Österreich vor. Als Folge wurden zwischen 1945 und 1948 circa 250.000 – etwa jeder zweite – Ungarndeutsche enteignet und vertrieben. Mehrere Zehntausend Ungarndeutsche wurden in Viehwagen zur Zwangsarbeit in Arbeitslager in die Sowjetunion gebracht. Die verbliebenen Deutschen, darunter auch die Donauschwaben, bekamen erst ab 1950 Personalausweise. 1955 wurde der Verband der Ungarndeutschen gegründet.
Die Donauschwaben in Ungarn unterlagen erneut einer starken Magyarisierung: Es gab kaum Deutschunterricht, so dass eine „stumme Generation“ aufwuchs, die der deutschen Sprache nicht mächtig war oder nur ein wenig die Mundart verstand. Ab Mitte der 1980er Jahre wurde in mehreren Schulen Deutschunterricht eingeführt, und wissenschaftliche Arbeiten im Bereich Volkskunde und Mundarten wurden ermöglicht. Nach der Wende wurden Vereine gebildet, und im November 1995 entstanden 164 deutsche Selbstverwaltungen. Ähnlich wie die anderen Minderheiten sind die in Ungarn verbliebenen Donauschwaben heute sprachlich und kulturell weitgehend integriert. In Ungarn lebten 1940 650.000 Donauschwaben, 1990 nur noch 220.000.

#### Andere Länder
Nach der Flucht aus dem Banat siedelten ab 1948 einige Banater Schwaben in Frankreich, wie beispielsweise in dem Bergdorf La Roque-sur-Pernes in der Département Vaucluse.
1951 zogen etwa 500 Familien nach Brasilien, wie beispielsweise in die Siedlung Entre Rios bei Guarapuava in Paraná, die in fünf Dörfer geteilt ist und ungefähr 2.500 Einwohner hat. In diesen Siedlungen wird Deutsch gesprochen; überlieferte Feste wie Maibaum stehlen oder Kirchweihball werden von traditioneller Musik und Tanzgruppen begleitet.

### Bewertung
Von den 1,4 Millionen (andere Quellen besagen 1,5 Mio.) Donauschwaben des Jahres 1940, bzw. von den 1.235.000, die Krieg, Vertreibung und Internierung überlebt hatten, leben nach dem Stand des Jahres 2000 noch etwa 40 %, also 490.000. Die überwiegende Mehrheit der nach 1945 Überlebenden, etwa 810.000 Personen, hat besonders ab 1970 und verstärkt bis 1990 im deutschen Sprachraum eine neue Heimat gefunden, davon etwa 660.000 in Deutschland und etwa 150.000 in Österreich. Für die Aussiedlung nach Übersee (schon ab 1920) ist von folgenden Zahlen auszugehen: USA 70.000, Kanada 40.000, Brasilien 10.000, Argentinien 6.000 und Australien 5.000. Weltweit sind weitere 10.000 Donauschwaben in sonstigen Ländern sesshaft geworden. Donauschwäbische Rückwanderer pflegen Sprache und Brauchtum in zahlreichen Vereinen.

## Kultur

### Sprache
Bedingt durch die Herkunft der Siedler weist das Donauschwäbische vor allem rheinfränkische, bairische, moselfränkische und alemannische Elemente in verschiedenen Variationen und mit zahlreichen Überschneidungen auf. Die wichtigsten Kontaktsprachen des Donauschwäbischen sind Kroatisch/Serbisch, Rumänisch, Ungarisch, Französisch und Türkisch. Es wurden zahlreiche Wörter der Alltagssprache aus den jeweiligen Kontaktsprachen entlehnt, so zum Beispiel das ungarische néni (deutsch Tante), Paprikasch aus dem Serbischen, und Sarma oder Pekmes (bis zur Honigdicke eingekochter Saft der Weintraube) aus dem Türkischen. Im Ungarischen Mittelgebirge wurde unter den deutschen Dialekten meist der mittelbairische Dialekt gesprochen.
Bei Veszprém wurde südrheinfränkisch, bei Székesfehérvár und Esztergom rheinfränkisch-bairische Mischdialekte, bei Vác unterostfränkisch und in Taksony schwäbisch-südrheinfränkische Mischdialekte.
Von den rund 200.000 donauschwäbischen Siedlern im 18. und 19. Jahrhundert sind nach Schätzungen von Josef Volkmar Senz ein Drittel fränkischer, pfälzischer, hessischer und moselfränkischer Herkunft, ein Drittel bairischer und ein Viertel schwäbischer bzw. auch badischer und elsässischer Herkunft. Die restlichen acht Prozent sind Franzosen, Italiener, Spanier und andere Ethnien. Der Anteil der Lothringer lag bei etwa zehn Prozent. Hinzu treten auf der Zeitachse des Sprachausgleichs auch bedingt durch die unterschiedlichen Ankunftszeiten der einzelnen Dialekte Verschiebungen auf.
Beispiele
- In Mercydorf, heute Carani, wurden 1734 zuerst Italiener angesiedelt, dann Deutsch-Lothringer, und nach dem Siebenjährigen Krieg (1756–1763) schließlich Militärsiedler aus Böhmen, Mähren und Österreich, danach westdeutsche Einwanderer vom Rhein, von der Mosel und der Saar, so dass 1774 die Moselfranken in der Mehrheit waren. In der dritten Siedlungsperiode kamen im Jahre 1774 viele Pfälzer Kolonisten, worauf sich eine pfälzische Ausgleichsmundart herausbildete.
- Von den Ansiedlern in Hatzfeld, heute Jimbolia, stammten 44 % aus dem Raum Trier, 25 % aus Luxemburg, 17 % aus dem Sauerland in Westfalen, 7 % aus Lothringen, 4 % aus der Pfalz und 3 % aus dem Bistum Mainz. Letztlich setzte sich hier eine rheinfränkische Mundart mit starkem moselfränkischen Einfluss durch.

### Traditionen
Eine feste Einrichtung bei den Donauschwaben ist das Kirchweihfest. Die donauschwäbische Kultur wird auch in Tänzen weitergegeben, welche bei Kirchweih-Aufmärschen von Trachtenpaaren zu traditioneller Blasmusik aufgeführt werden. Die Donauschwäbische Tanz- und Folkloregruppe Reutlingen ist eine der ältesten donauschwäbischen Tanzgruppen.

### Persönlichkeiten
Die Dichter Nikolaus Lenau und Adam Müller-Guttenbrunn sowie der Maler Stefan Jäger sind Identifikationsgestalten der Donauschwaben. Leopold Ružička, Stefan Hell und Herta Müller sind Nobelpreisträger.
Bundesvorsitzender der Landsmannschaft der Donauschwaben ist derzeit Jürgen Harich.
Weitere bekannte Donauschwaben sind in der Liste donauschwäbischer Persönlichkeiten zu finden.

### Dokumentations- und Gedenkstätten
Das am 1. Juli 1987 in Tübingen gegründete Institut für donauschwäbische Geschichte und Landeskunde ist eine dem Innenministerium Baden-Württemberg unmittelbar nachgeordnete Forschungseinrichtung, die sich mit historisch-genetischer Siedlungsforschung, Demographie/Sozialgeographie, Dialektforschung/Sprachwissenschaft, Kulturwissenschaft/Literaturwissenschaft, neuere Geschichte und Zeitgeschichte der Donauschwaben befasst. Seit dem 1. September 2008 ist Reinhard Johler Leiter des Instituts.
Die Stiftung Donauschwäbisches Zentralmuseum in Ulm hat seit Juli 1998 die Aufgabe, die kulturelle Tradition und das Kulturgut der Donauschwaben zu bewahren, indem sie Geschichte, Kultur und Landschaft umfassend dokumentiert, Kulturgut sammelt und präsentiert sowie der landes- und volkskundlichen Forschung über die donauschwäbischen Herkunftsgebiete zugänglich macht. Sie soll zugleich das Wissen über die südöstlichen Nachbarn verbreiten und vertiefen, um auf diese Weise einen Beitrag zur Verständigung in Europa zu leisten. Zu diesem Zweck betreibt die Stiftung das Museum im Reduit Obere Donaubastion der Bundesfestung in Ulm.
Das Museum zeigt auf 1500 m² die Geschichte der Donauschwaben in der Dauerausstellung Räume, Zeiten, Menschen in 26 Abteilungen das Leben dieser Volksgruppe in der Vielvölkerregion Südosteuropa. Vorstandsvorsitzende ist derzeit die Bürgermeisterin der Stadt Ulm, Sabine Mayer-Dölle.

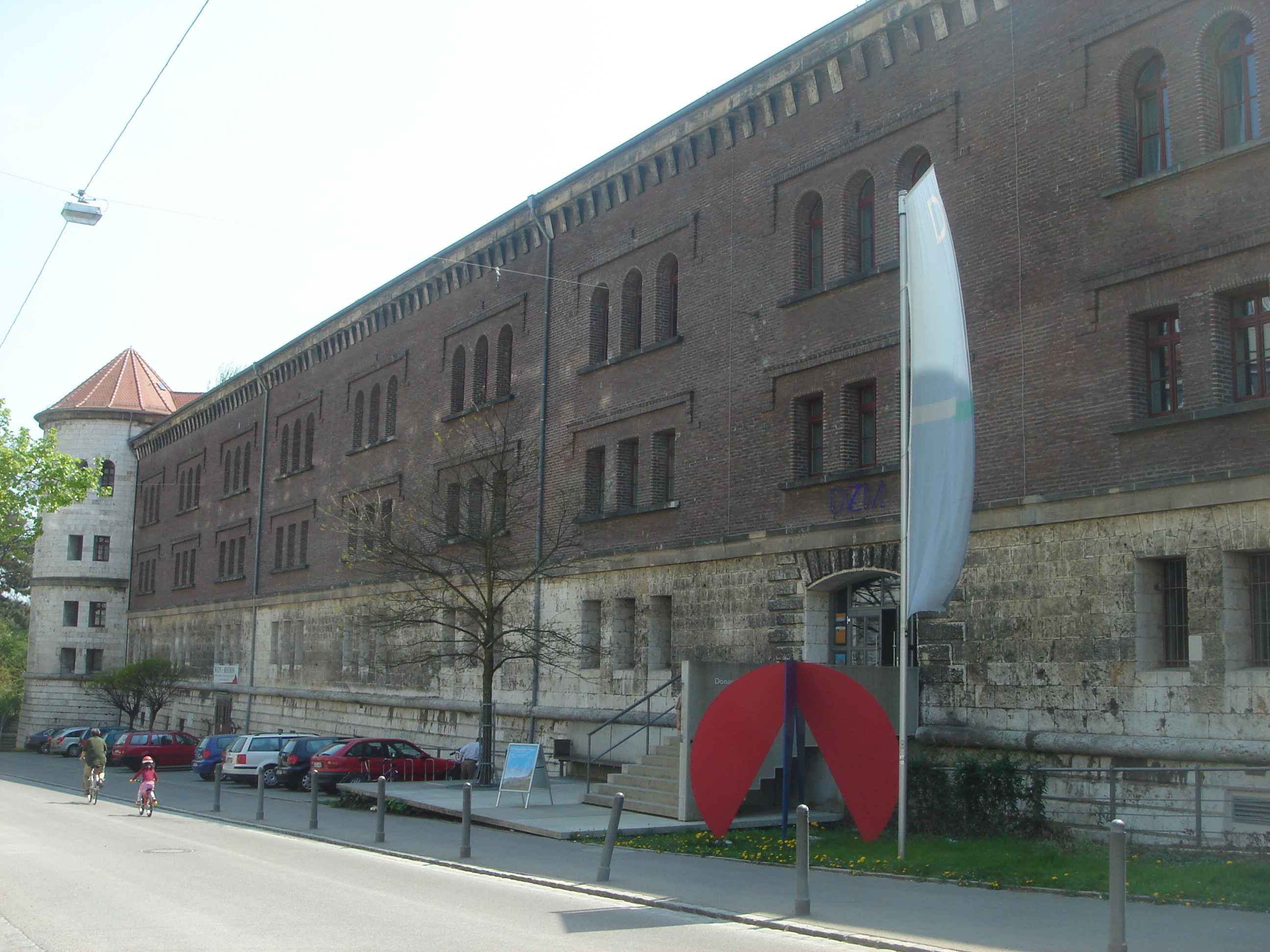
Donauschwäbisches Zentralmuseum in Ulm
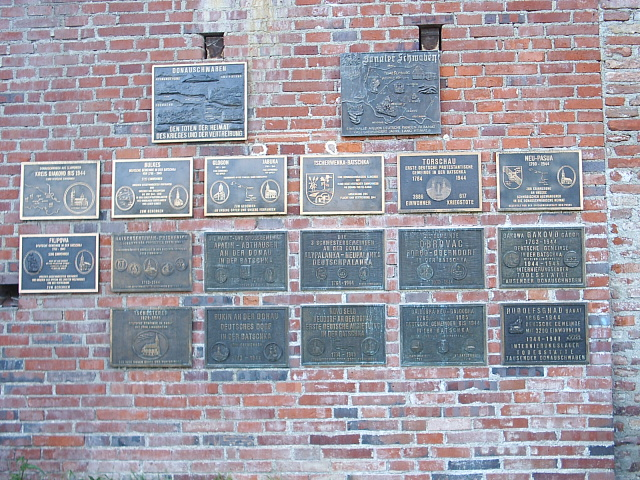
Gedenktafeln in Ulm
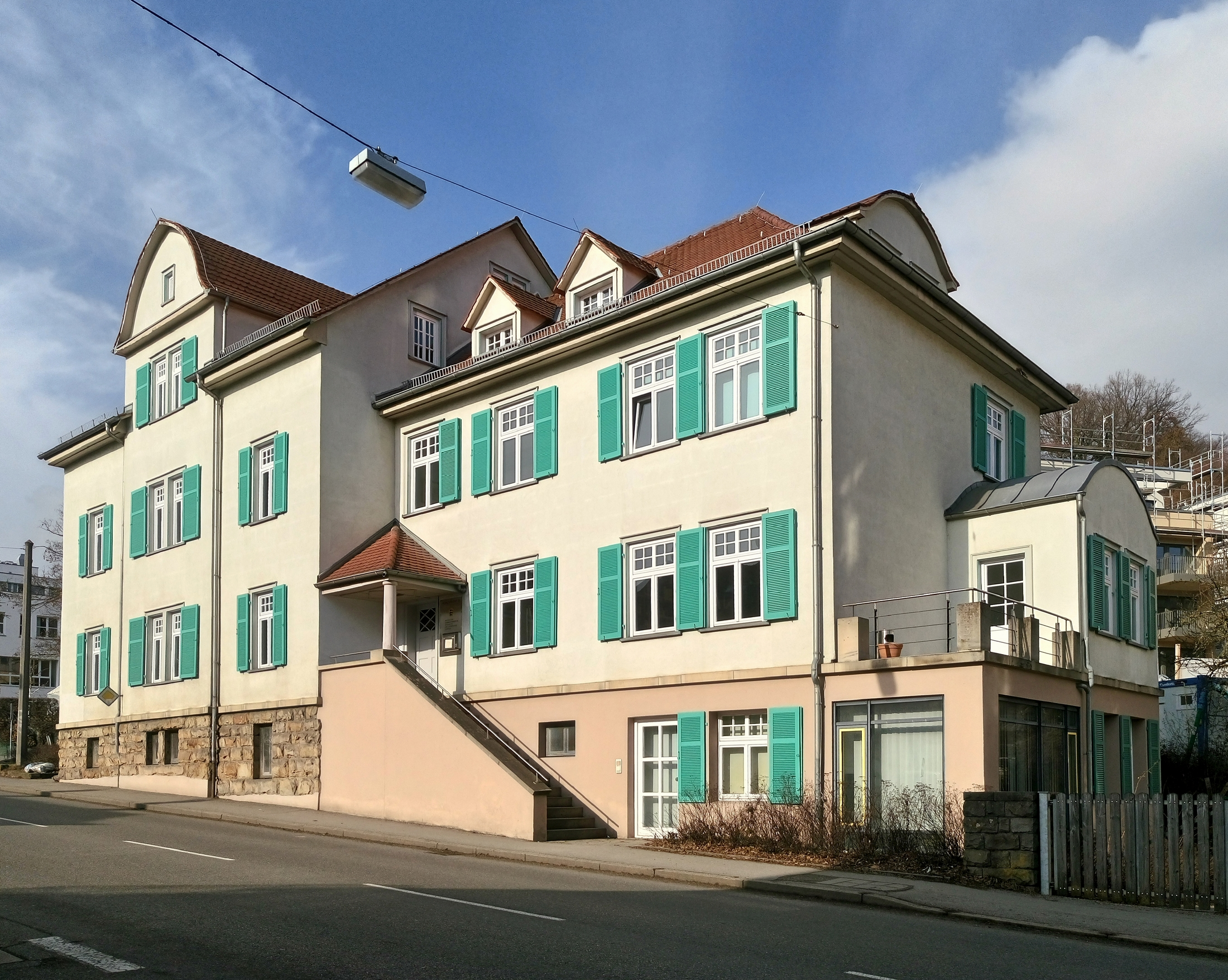
Institut für donauschwäbische Geschichte und Landeskunde in Tübingen
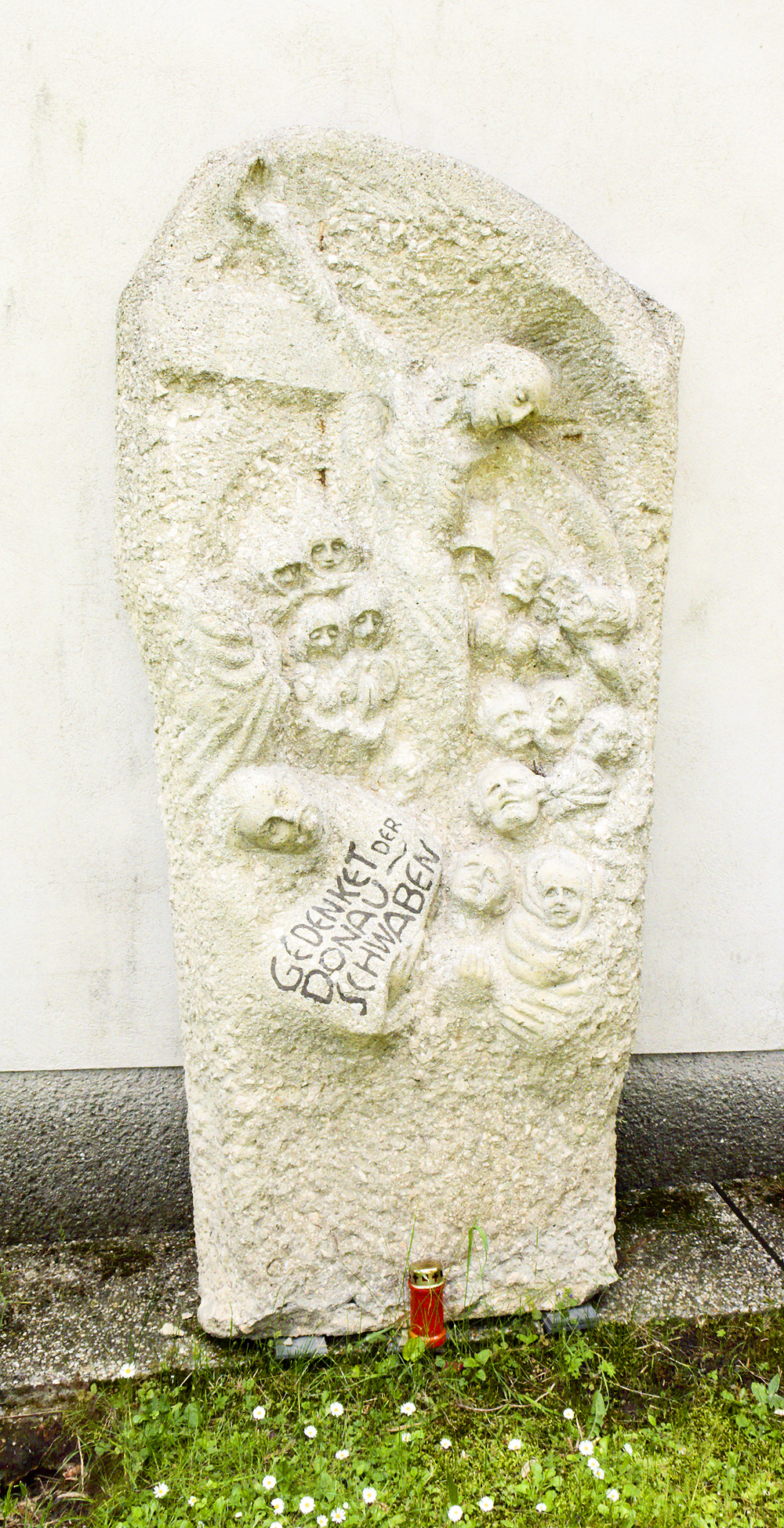
Pfarrfriedhof Kahlenbergerdorf in Wien
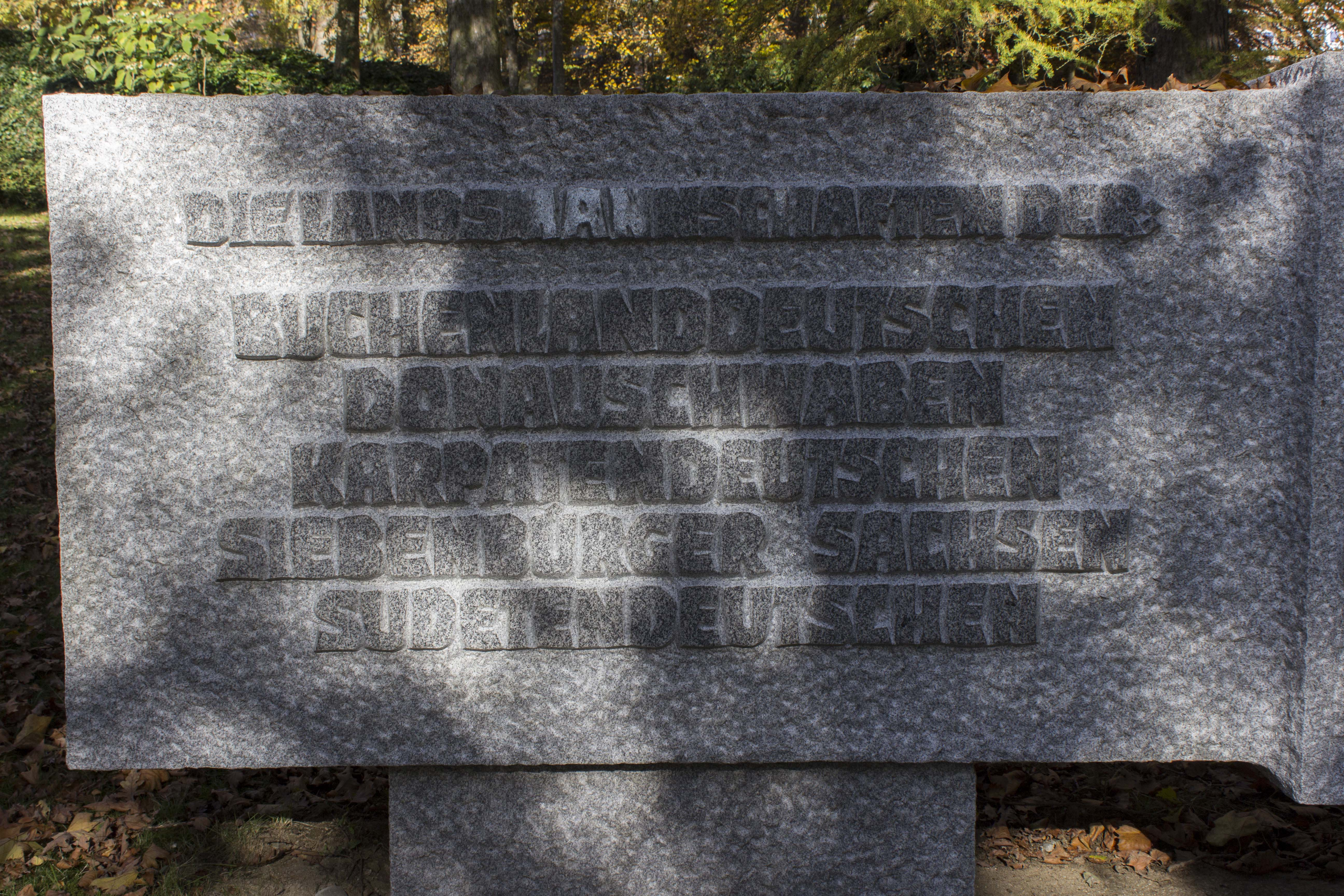
Pöstlingberg in Linz
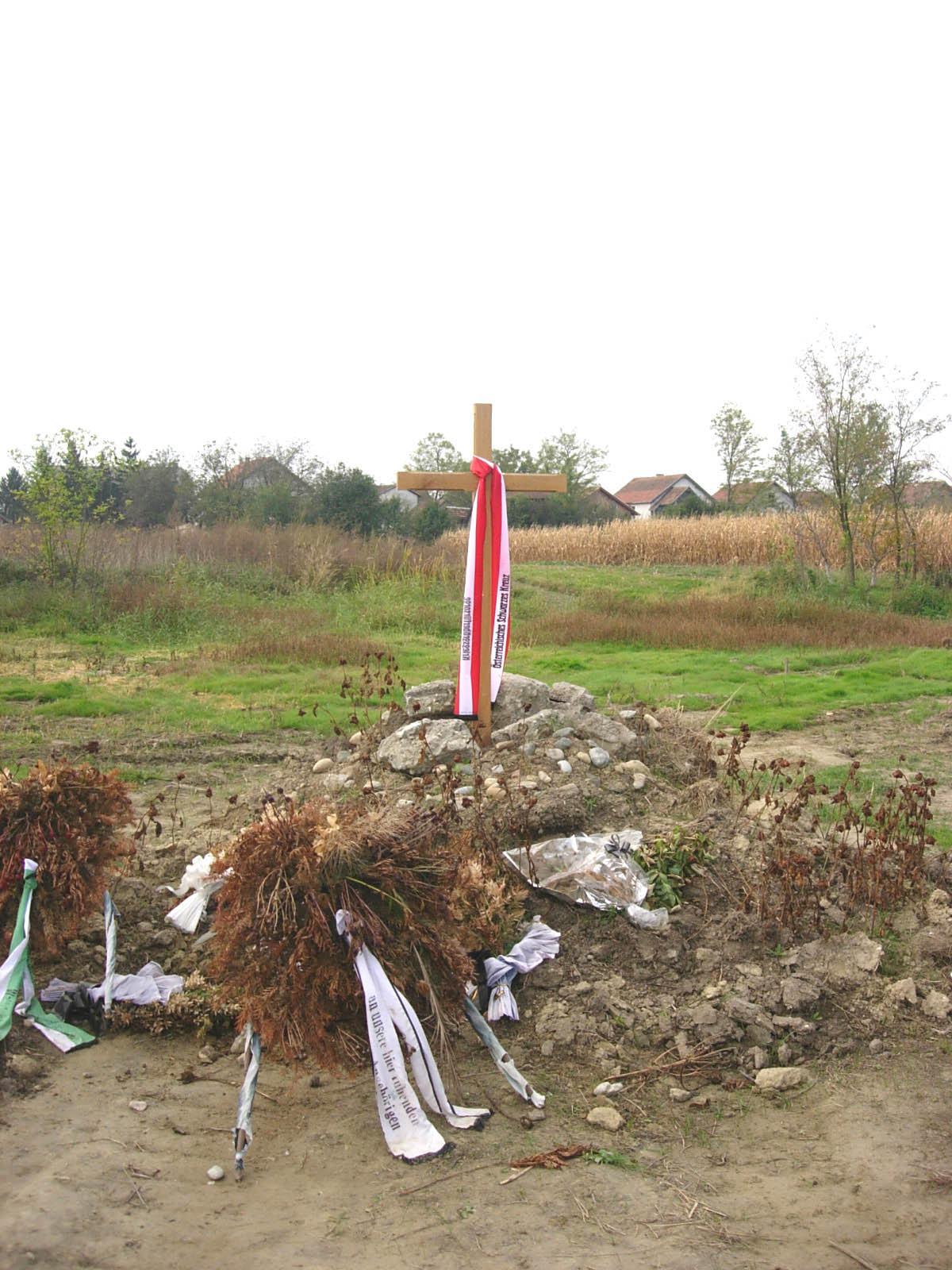
Gedenkstätte für die Opfer des Gefangenenlagers Bački Jarak.

In Sindelfingen befindet sich seit 1970 das Haus der Donauschwaben, das Kontakte zu Donauschwaben und deren Nachkommen in Europa, in den USA, in Kanada, Argentinien, Brasilien, Südafrika und Australien unterhält. Seit 2019 strebt das Haus unter dem Vereinsvorsitzenden Raimund Haser eine konzeptionelle und bauliche Erweiterung an, hierzu investieren das Land Baden-Württemberg und die Stadt Sindelfingen 1,3 Millionen Euro.
Der serbische Präsident Aleksandar Vučić, der Vorsitzende der Landsmannschaft Hans Supritz und Erzbischof Robert Zollitsch weihten im Mai 2017 in Bački Jarak eine Gedenkstätte ein, die an die Entrechtung, die Internierung und das Sterben der Donauschwaben in der Vojvodina von 1944 bis 1948 erinnern soll. Die Inschrift des Mahnmals hält fest, dass im Lager Bački Jarak zwischen Ende 1944 und 1946 als Folge von „Hunger, Krankheiten und Misshandlungen“ etwa 6500 „deutsche Zivilisten“ ums Leben kamen, „hauptsächlich Frauen und Kinder“.

### Wappen
Das „Wappen der Donauschwaben“ – 1950 von Hans Diplich gestaltet – wird von der Landsmannschaft der Donauschwaben und der Landsmannschaft der Banater Schwaben als Logo geführt.